# Sintó szentély

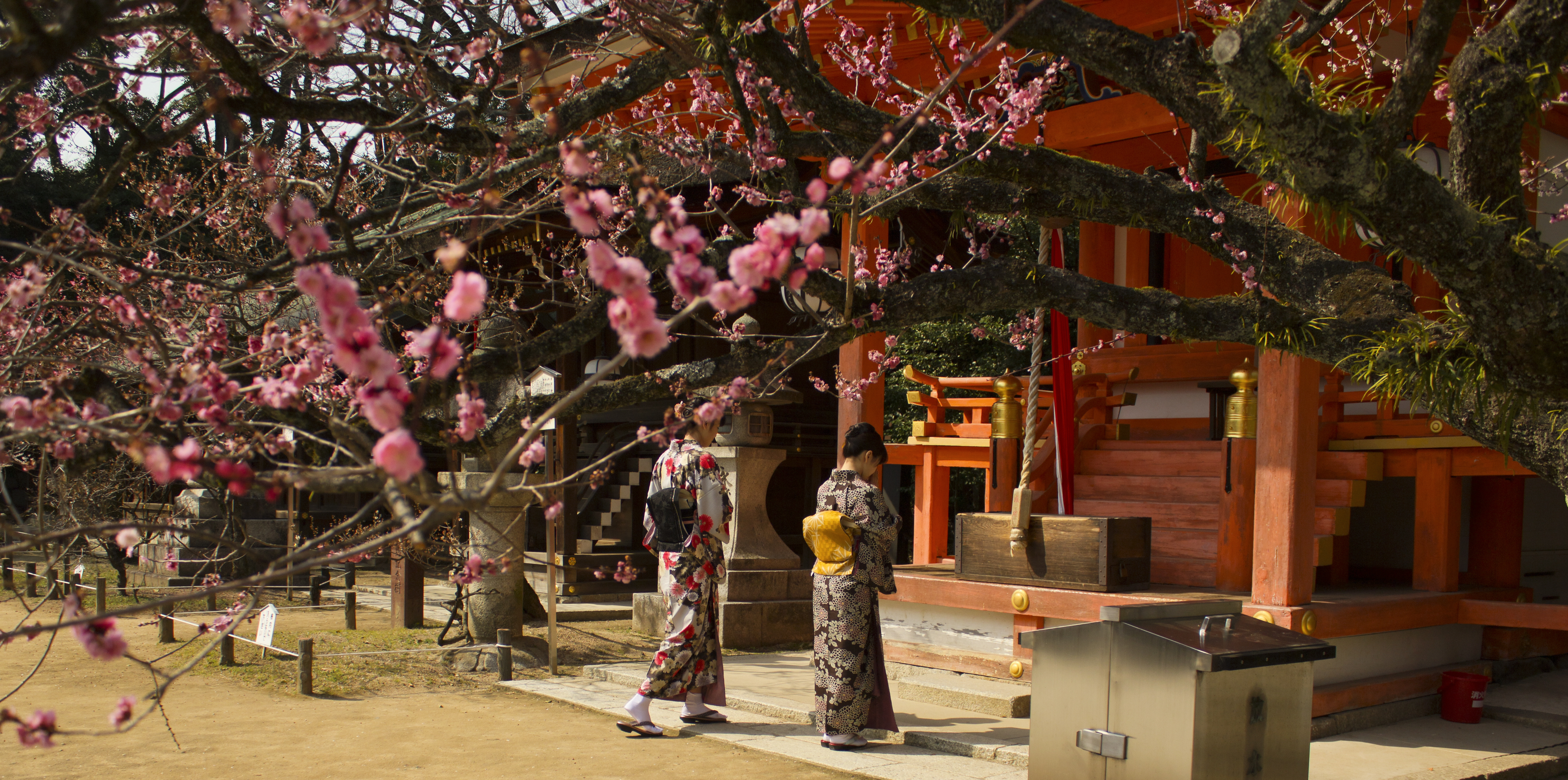
Két nő imája egy szentély előtt

A sintó szentély神社 (dzsindzsa), archaikus formája: sinsa, jelentése: „az istenek lakóhelye” olyan építmény, amely egy vagy több Sintó (神道; Hepburn: Sintó) kami lakhelyéül szolgál. Legfontosabb épületének célja a szent tárgyak megőrzése, és nem az imának ad helyet. Bár a magyar és az angol terminológia csak a szentély, illetve a "shrine" megnevezéseket használja, a japán nyelvben több, egymással nem felcserélhető változata él, mint a gongen, -gú, dzsindzsa, dzsingú, mori, mjódzsin, -sa, taisa, ubuszuna vagy jasiro. (Részletekért lásd: Szentélymegnevezések értelmezése.)
Szerkezetileg a sintó szentélyeket a honden (más néven sinden (神殿)) vagy szent hely jelenléte jellemzi, amely a kaminak ad szállást. A honden hiányozhat is, például abban az esetben, ha a szentély egy szent hegyre épült. Ekkor jelenléte szükségtelenné válik. A honden akkor is hiányozhat, ha áll a közelben egy oltár (himorogi) vagy olyan tárgyak amelyekről hiszik, hogy képesek a szellemek odavonzására (jorisiro), és amelyek közvetlen összeköttetésben állnak a kamival. Emellett a szentély része lehet egy haiden (Sintó) (haiden; Hepburn: 拝殿, ’imacsarnok’) és egyéb épületrészek is (lásd alább). Azonban, a szentélyek legfontosabb része, a szent tárgyak őrzésére szánt épület.
Apró szentélyek (hokora) alkalmanként megtalálhatóak utak mentén is. A nagy szentélyék környékén néha kis szentélyek (szessa (摂社) vagy massa (末社)) találhatóak. Régen a szessa és a massa más jelentéssel bírt, ám mára egymás szinonimáivá váltak. Helyettük néha a szecumacusa (摂末社) neologizmust használják, amely a két régebbi megnevezés egybeolvasztása. Léteznek hordozható szentélyek (mikosi) is, melyeket rudakon hordoznak körbe a fesztiválok (macuri) alkalmával. Ezek, mivel maguk is kamik lakhelyei, valódi szentélynek számítanak.
Japánban a sintó szentélyek becsült száma 100.000 körül van.

## A sintó szentélyek születése, és fejlődése

### Korai eredetek

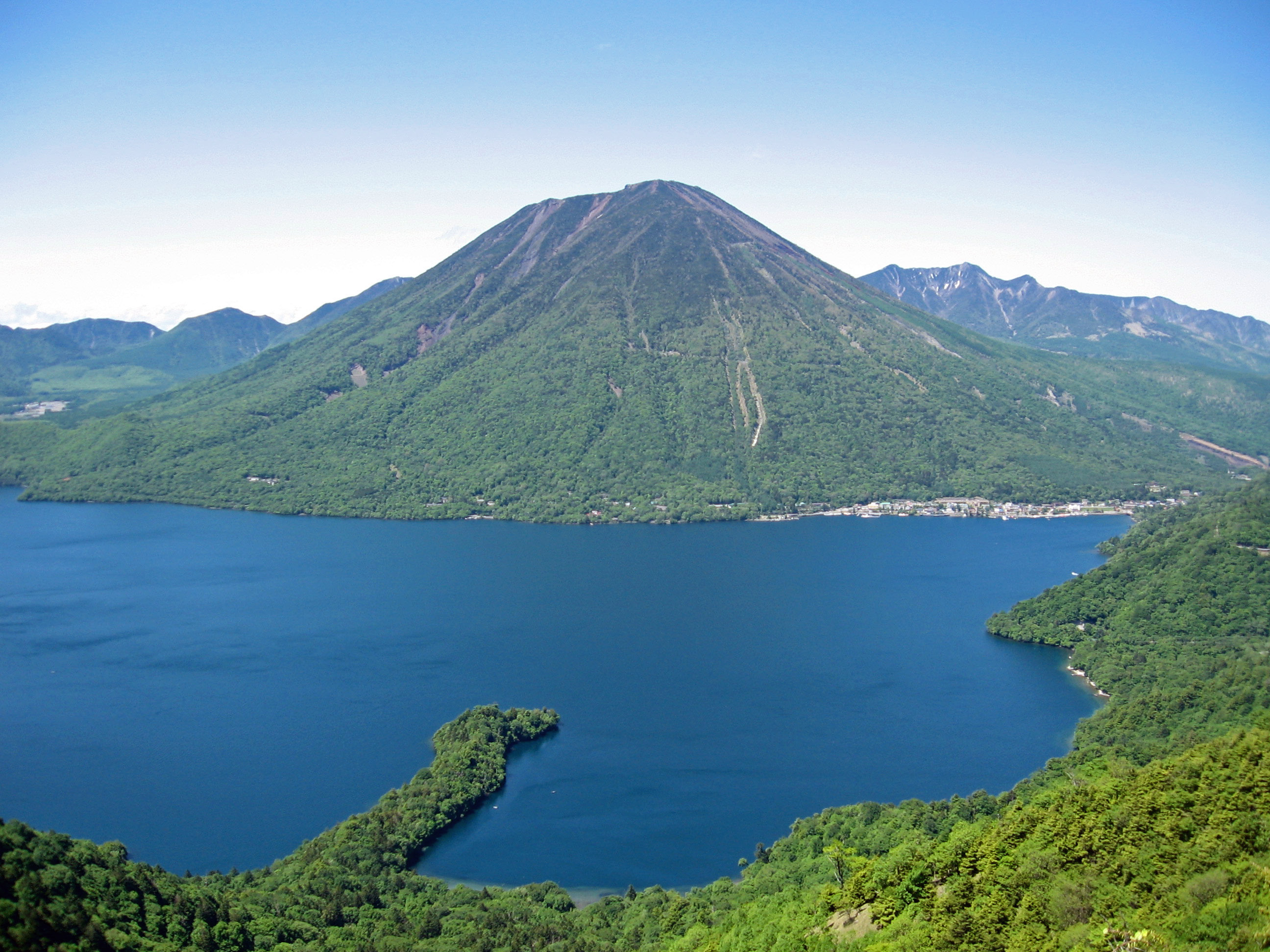
A Nantai-hegy, melynek tiszteletére állították a Futaraszan-szentélyt, alakjában a Dzsómon-korban feltárt fallikus oszlopokra emlékeztet

Az ősök szellemét is egyfajta kamiként tisztelték. A Jajoi korszakban a falvak tanácsa az ősökhöz és egyéb kamikhoz fordultak útmutatásért és különféle eszközöket (jorisiro (依り代)) készítettek, hogy megidézhessék őket. A Josisiro szó jelentése "helyettesítő megközelítés" és úgy vélték ez odavonzza a kamikat, valós formát adva nekik, így az emberek kommunikálhassanak velük.
A falu tanácsának gyűléseit csendes helyeken tartották, a hegyekben, vagy erdőkben, hatalmas fák vagy egyéb természetes képződmények közelében amik jorisiroként funkcionáltak. Ezek a szent helyek és a jorisiroik lettek később a mai szentélyek, amik eredete tükröződik a Japán "hegy" és "erdő" szavakban, amik jelenthetnek "szentély"t is. Sok szentély területén megtalálható (egyike az eredeti jorisiroknak: egy hatalmas fa felszentelt kötelekkel körülvéve, amiket simenavanak (標縄・注連縄・七五三縄) hívnak. Sok egyéb felszentelt tárgy van (tükrök, kardok, vessző alakú ékszerek (magatama)) amit szintén jorisironak tekintenek.
Az első isten imádatok helyéül szolgáló épületek bizonyosan kunyhók voltak ahol jorisirokat őriztek. Ennek az eredetnek a nyoma fellelhető a hokura (神庫), szóban, aminek jelentése "istenség raktár". Ez később hokora (ugyanazokkal a karakterekkel írva 神庫) szóvá vált, és úgy tartják ez az első szavuk a szentélyre.

### Az első ideiglenes szentélyek
Az első igazi szentélyek a mezőgazdálkodás kezdetén jelentek meg, mivel fontos volt a kamik bevonzása a jó termés érdekében. Ezek az épületek azonban csak ideiglenes helyek voltak csak egy-egy adott célért, erre a tradícióra régi rituálékban találunk utalásokat.
Itt és ott is felbukkannak nyomok az első szentélyekről. A Narai Ómiva szentélyben például semmilyen szent kép vagy tárgy nincs, mert úgy tartják, a hegy kegyét szolgálja amire építették, ezért ezek a képek vagy eszközök szükségtelenek. Pont ezért, helyet foglal benne egy kegyelet terem (a haiden (拝殿)), de nem található benne hely ami a kaminak adna szállást (sinden (神殿)). Kutatások megerősítik, hogy a Jajoi korszakban, a legáltalánosabb sintaiok (神体) (egy jorisiro ami épp ténylegesen otthont ad egy kaminak) a legkorábbi szentélyekben, főleg hegycsúcsokon helyezkedtek el, olyan forrásoknál amik az ember lakta mezőket ellátó folyókat táplálták.A már fentebb említett Ómiva szentély mellett egy másik fontosabb példa a Nantai hegy, fallikus alakú hegység Nikkóban, ami a Futaraszan szentély sintaiának ad otthont. Tényleges fordításban a Nantai (男体) szó jelentése "egy férfi teste". A hegység nem csak vízzel látja el az alatta fekvő rizsterületeket, de több fallikus alakú kő oszlop is található a mezőgazdaság kora előtti Jómon területeken.
　

## A buddhizmus megjelenése és hatásai
A buddhizmus megjelenése megváltoztatta a vallás gyakorlást, bevezetvén a Japán kultúrába a maradandó szentélyek ötletét. Nagy számban épültek Buddhista szentélyek közelében Dzsingú-dzsi (神宮寺; Hepburn: szentély templom ), hogy segítsék a helyi papokat, a kamikkal való közreműködésben, maradandóvá téve ezeket a szentélyeket. Valamikor a fejlődésük során bevezették a Mija (宮) ami azt jelenti "palota", arra utalva, hogy ezek a szentélyek egyre jobban hasonlítani kezdtek a korunk impozáns építményeire.
Ahogy az első maradandó szentélyek kezdtek megépülni, a sintó egyre inkább megpróbált ellenállni az építészeti fejlődésnek, ami a Sikinen szengú-szaiban (式年遷宮祭) öltött testet, egy hagyományban miszerint a szentélyeket rendszeres időközönként újjáépítik vallási keretek között, eredeti állapotuk szerint. Ez a hagyomány az oka, hogy az ősi stílus fennmaradt korokon át napjainkig, többnyire érintetlenül. A legjobb iskolapélda az Isze szentély amit minden 20 évben felújítanak. A templomok és szentélyek újjáépítésének tradíciója más vallásokban is fellelhető de a sintóban van a legnagyobb jelentősége az ősi építészeti stílusok megőrzésének. Izumo Taisa, Szumijosi Taisa és a Nisina Sinmei szentély különböző stílusokat képviselnek, eredetük a buddhizmus megjelenésének kora köré tehető, egy vallás ami a hatodik század elején érkezett Japánba. Ez a három irányzat a taisa-zukuri, szumijosi-zukuri és sinmei-zukuri (leírásukat lásd lentebb).
A szentélyek természetesen nem voltak teljesen immunisak a változásra, épp ellenkezőleg, sok behatás meglátszódik rajtuk, például a buddhizmus, egy olyan kulturális import, ami a sintó építészet meghatározó eleme lett. A rómon (楼門; Hepburn: torony kapu), a haiden, a kairó (回廊; Hepburn: folyosó), a tóró, vagy kőlámpás, és a komainu, vagy oroszlán kutya, (ezen szavak jelentését lásd lentebb) mind mind a buddhizmusból kölcsönvett elemek.

### Sinbucu súgóés adzsingúdzsi

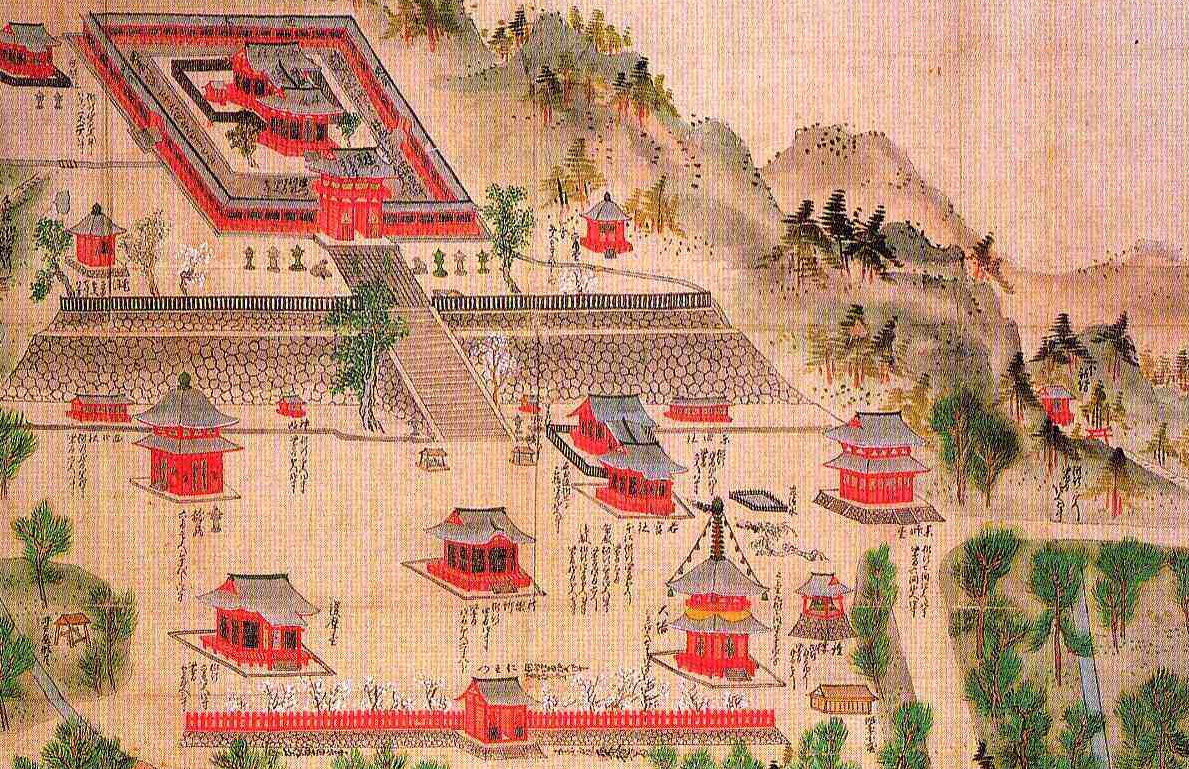
Egy példa a dzsingū-dzsira: Curugaoka Hacsiman-gú-dzsi egy régi rajzon. Az előtérben egy buddhista struktúrájú szentély-templom (nem létező), köztük egy pagoda, egy sóró (harangtorony) és a niómon. A szentély (létező) felül látható.

Egészen a Meidzsi-korig (1868–1912) a szentélyek ahogy ma ismerjük őket elég ritkák voltak. Néhány kivétellel mint az Isze szentély és az Izumo-taisha, mind csupán templom-szentély együttesek részei voltak a buddhista papság keze alatt. Ezek az épületegyüttesek amiket dzsingú-dzsinek (神宮寺; Hepburn: szentély-templom) hívnak, kegyelet helyek, amik egy Buddhista templomból és egy helyi kami tiszteletére állított szentélyből áll. Ezek az együttesek akkor keletkeztek, amikor egy meglévő szentély mellé egy buddhista templom épült, hogy segítsen a kaminak a karmikus problémáiban. Abban az időben a kamit is karmával rendelkező lénynek tekintették, így a megváltásukban a buddhista papok nyújthattak segítséget. Első megjelenésük óta a Nara-korszakban (710-794) a dzsingú-dzsik igen elrejtettek voltak egy évezreden át, egészen addig míg, néhány kivétellel, elpusztították őket a Meidzsi-restauráció miatt, 1868-ban.

### Sinbucu bunri
A sintó szentély robbanásszerű változásokon ment keresztül mikor a Meiji-restauráció bevezetett egy új elvet, a kami és a külföldi buddhista (sinbucu bunri) elkülönítését, a Kami és a Buddhák Szeparációs Törvénnyel (神仏判然令; Hepburn: Sinbucu Hanzenrei). Ez az esemény nagy történelmi súllyal bírt, hisz részben emiatt indult el a haibucu kisaku, egy kegyetlen anti-buddhista mozgalom, ami a Tokugava-sógunátus elején, és a Meidzsi-restauráció alatt több száz buddhista templom erőszakos bezárásához, földjeik elkobzásához, szerzetesi életüktől való eltiltásához, könyvek, szobrok, és buddhista tulajdonok elpusztításához vezetett.
Az Edo-korszak végéig a helyi kami hitvallás és buddhismuz, szoros kapcsolatban álltak, a sinbucu súgóban (神仏習合),olyannyira, hogy sok épület funkcionált egyidejűleg sintó szentélyként és buddhista templomként is.
A törvény életbe lépésével, a kettőt erőszakosan elkülönítették, hatalmas károkat okozva a nemzeti örökségekben. Több szakaszban történt mindez. Az első parancs amit Dzsingidzsimuka adott ki 1868 áprilisában, miszerint megfosztották csuhájuktól a sasókat és bettókat (szerzetesek akik buddhista rituálékat végeztek sintó szentélyeknél).
Néhány nappal később a 'Daidzsókan' megtiltotta a buddhista szókincs alkalmazását, mint a gongen, a Japán kami hitvallásban, illetve a buddhista szobroknak való hódolást a szentélyeknél.
A harmadik fázisban megtiltották, hogy a buddhista Daiboszacu (Nagy Bódhiszattva) azonosították, a kami Hacsimannal az Ivasimizu Hacsiman-gú és Usza Hacsiman-gú szentélyeknél.
Negyedik és végső fázisban, az összes csuhájától megfosztott bettó és sasó köteles volt "szentély pap"pá (kannusi) válni és visszatérni a szentélyeikhez. Mindezek mellett a Nicsiren szerzeteseinek megtiltották, hogy bármilyen isteni lényre úgy hivatkozzanak mint kami.
Egy rövid időszak után, ami alatt nagy közkedveltségnek örvendett a kami és a buddhizmus különválasztása, valójában megtorpant, és sosem fejeződött be teljesen: mai napig majdnem minden japán buddhista templomban megtalálhatóak apró szentélyek (csindzsusa) a helyi sintó kaminak és fordítva, buddhista figurák (például Kannon istennő) is tiszteletnek örvend a sintó szentélyben.

## Sintai

A Fudzsi, Japán leghíresebb sintai-a

Egy szentély vonásait mindig a benne lakozó kami és sintai (vagy go-sintai ha elérakjuk a tiszteletet jelző go- előtagot) határozza meg. Míg a név pontosan fordítva azt jelenti "egy kami teste", a sintai fizikailag egy kegytárgy a szentélynél, vagy ahhoz közel, mivel úgy hiszik a kami abban lakozik. Annak ellenére amire a nevük utal a sintai nem résza a kaminak, csupán egy helyettesítő közeg amibe a kami beleköltözve kapcsolatba léphet az emberekkel, hogy kegyeletüket leróhassák. Úgy tartják, hogy mivel egy kami lakja, ezért a sintai egyidőben egy jorisiro is, olyan tárgy ami természeténél fogva vonzza a kamikat.
A legáltalánosabb sintaiok az ember készítette tárgyak, mint tükrök, kardok, ékszerek (mint például vessző alakú kövek a (magatamák), gohei (vallási rituálék alatt használt pálcák), és kamikról faragott szobrok sinzók (神像), de természetesebb dolgok is lehetnek, mint kövek, fák vagy vízesések. A hegyek, hegységek voltak az első ilyenek és a mai napig a legfontosabb sintaiok amiket számos szentélyben tisztelnek. A hegy amiben a kami lakozik, mint mondjuk a Fudzsi vagy a Miva hegy, a sintai-zan (:神体山). Az emberi kéz által készített sintai esetében a kamit meg kell hívni, hogy megszállja, és benne lakjon (lásd az ehhez kötődő leírást: Kandzsó).
Egy új szentély alapításához szükséges egy már létező természetes sintai (például egy kő vagy vízesés amiben egy helyi kami lakik), vagy egy mesterségesre, amit kifejezetten erre a célra hoztak létre. Egy példa a legelső esetek közül a Nacsi vízesés, aminek a tiszteletére épült a Hirjú szentély, Kumano Nacsi Taisa közelében, és úgy tartják ott lakik a kami, Hirjú Gongen.
A szentély elsődleges feladata, hogy otthont adjon a sintainak és a benne lakozó kaminak. Ha a szentély több mint egy épületből áll akkor az ahol a sintait tárolják a honden nevet viseli, mert ez a közönség számára zárt épület, ahol sosem imádkoznak és semmilyen ceremóniát nem tartanak benne. A sintai csupán a fesztiválok (macuri) idejére hagyja el a hondent, amikor is hordozható szentélyre (mikosi) helyezik és körbehordozzák az utcákon a hívők között. A hordozható szentély fizikai védelmet biztosít a sintainak illetve elrejti a kíváncsi szemek elől.

### Az ereklyébe zárás
Egy új szentély alapításához gyakran szükség van egy kami rituális kettéválasztásához, és a kettő keletkező szellem egyikének átköltöztetéséhez oda ahol majd megszállja a sintait. Ezt a műveletet kandzsónak hívják, és a kettéosztott szellemek a bunrei (分霊; Hepburn: szétosztott szellem), go-bunrei (御分霊) vagy vakemitama (分霊). Ezt a fajta szaporítását a papok nem úgy jellemzik, mint a neve sugallja, mintsem inkább ahhoz hasonlítják mikor egy égő gyertya lángjával meggyújtunk egy újat, az eredeti kami megmarad érintetlenül az első helyén, így nem változik meg semmilyen eredendő tulajdona. A keletkező szellem is rendelkezik mindazzal a tulajdonsággal mint az előző, és amiatt "élő" és örökkévaló. Ezt az eljárást gyakran használják, például sintó fesztiválokon (macuri), hogy ideiglenes szentélyeket hozzanak létre amit mikosinak hívnak.
A helyváltoztatást nem feltétlenül egy szentélyből egy másikba való áthelyezésre használták: a szétválasztott szellem új helye egy egyéni tulajdonban lévő tárgy is lehet vagy egy személy háza. A kandzsó eljárás kulcsfontosságú része volt a japán szentély rendszerének kialakításában (Inari szentélyek, Hacsiman szentélyek stb.).

## Híres szentélyek és szentély-hálózatok

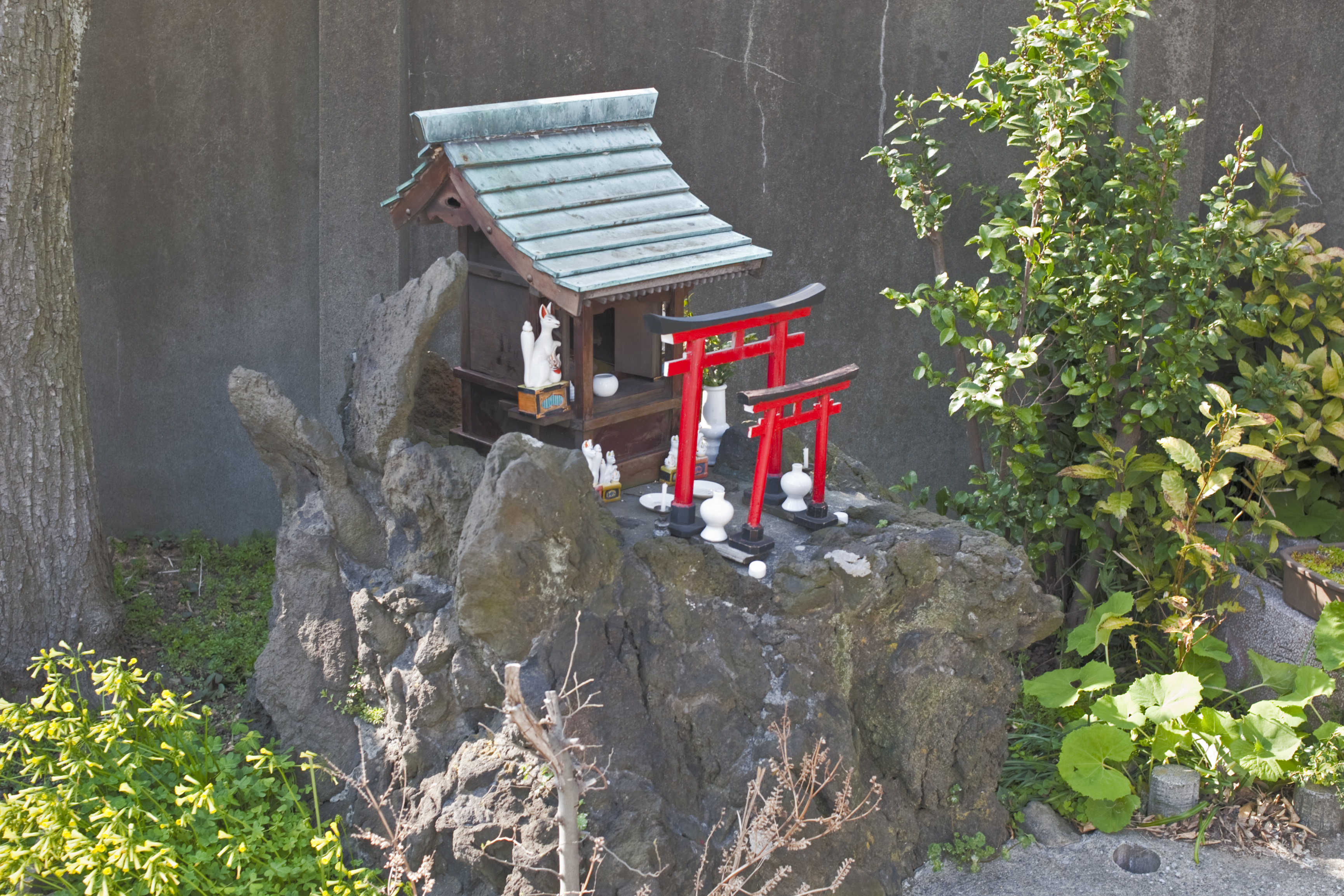
Egy útmenti hokora amit Inari kaminak szenteltek.

A szentélyekben tisztelt lények általában sintó kamik, de előfordul, hogy buddhista vagy taoista istenségek, vagy nagy ritkán olyanoké akik nem elfogadottan tartoznak a sintóhoz. Néhány szentélyt élő emberek tiszteletére emeltek akik legendákban és mítoszokban tűnnek fel. A híres példa erre a Tósó-gúk, olyan szentélyek amiket Tokugava Iejaszu szellemének építettek, vagy azon szentélyek amiket Szugavara no Micsizanének szenteltek, mint a Kitano Tenman-gú.
A történelmi fontosságú szentélyek gyakran nem a régi hatalom központja, mint Kiotó, Nara vagy Kamakura közelében épültek. Az Isze szentély például, ami a Császári háztartási család szentélye, Mie prefektúrában található, míg az Izumo-taisa, az egyik legöregebb és legtiszteltebb szentély Japánban a Simane tartományában van. Ez azért van mert ezek a helyek a tradíció szerint nagyon fontos kamik otthona és nem ideiglenes helyettesítésük.
Néhány szentély csak egy helyen létezik, míg mások központja lehet egy egész ágszerű szentély hálózatnak 分社 (bunsa) ami akár az egész országot behálózza. Egy kami szétterjesztésének egy vagy több különféle módja lehet. Az alap eljárás a kandzsó (lásd a fentebbi Ereklyébe zárás bekezdést), egy költöztető művelet ami során a kamit egy új helyszínre hívják és ott újra szentélyesítik. Az új szentély adminisztráció szempontjából teljesen különálló és egyéni attól ahonnan származik.
Ezen kívül több különböző eljárás létezik. Az Isze szentély esetében például, a Sinmei szentélyeinek hálózata (Shinmei (神明) szóból, más néven Amateraszu) két összefüggő okból épült. A Heian-kor vége felé, az Amateraszu kultusz eredetileg kizárólag az Isze szentélynél rótta kegyeletét, elkezdte szétterjeszteni a szentély tulajdonait a megszokott kandzsó módszerrel. Később a szentélyek különböző ágai egyre messzebb kezdtek el megjelenni. Az első bizonyítékok a Sinmei szentélyek Iszétől való távoli feltűnésére az Azuma Kagami adja, ami a Kamakura korszak beli szöveg, Amanava Sinmei-gű megjelenéséről ír Kamakurában, Kanagavában. Amateraszut az ország egyre több részében kezdték el tisztelni, a híres neves tobi sinmei (飛び神明; Hepburn: repülő sinmei) jelenség miatt is, amiről úgy tartják, hogy önmagától kel szárnyra és telepszik meg új helyen. Hasonló műveletek felelősek más kamik egyre nagyobb terjeszkedésének az egész ország területén.

### Nevezetes szentélyek

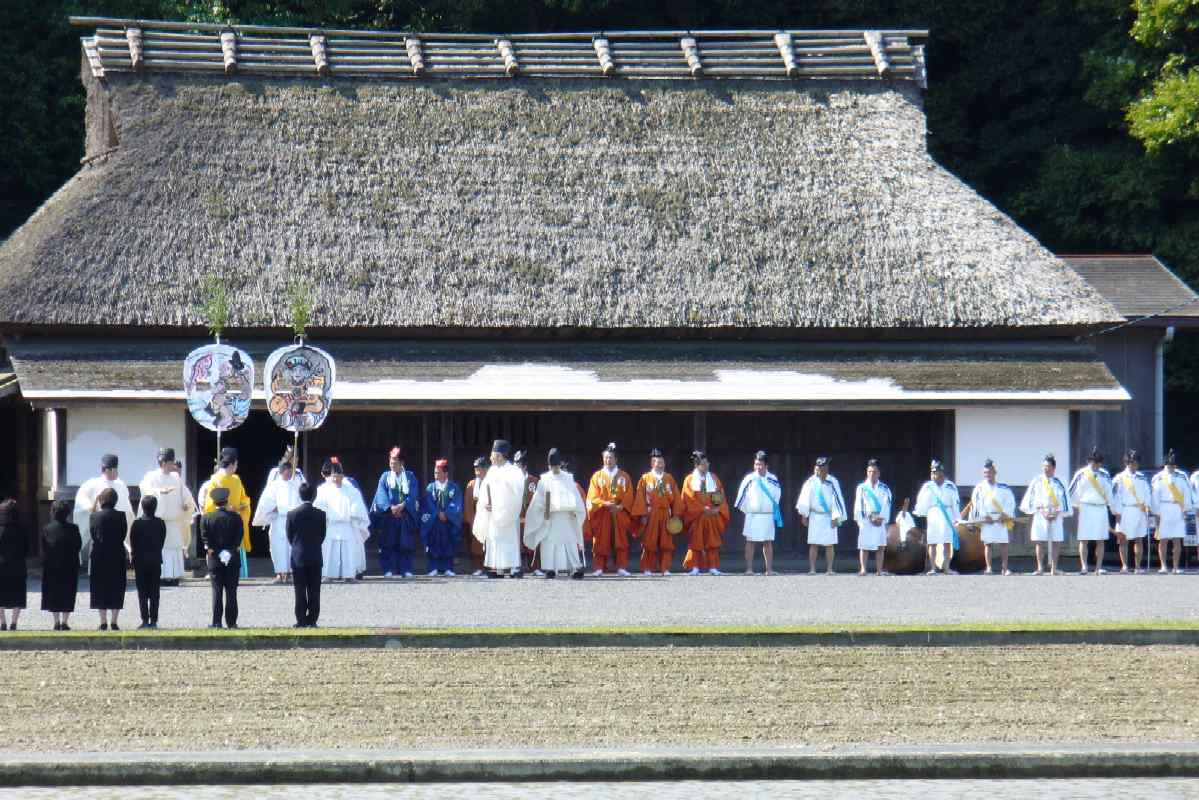
1871 óta az Isze-szentély a legfontosabb szentély Japánban

Az Isze Nagyszentély Mie prefektúrában található, Izumo-taisaval egyetemben, a figyelemre méltóbb és történelmileg legnagyobb fontossággal bíró szentély Japánban.
A kami és a két ereklyébe zárás, alapvető szerepet játszik a Kodzsikiben és a Nihonsokiban, két írás ami nagy jelentőséggel bír a sintó vallásban. Mivel a kamija, Amateraszu, a Császár egy őse, az Isze szentély a Császári Háztartás családi szentélye. Az Isze szentély habár a Császár tiszteletére szánták, a múltban még a saját anyjának, feleségének, és nagyanyjának is engedélyt kellett kérnie, hogy kegyeletét tegye ott. Tradicionális és mitológiai alapítása Krisztus előtt 4-re tehető vissza, de történészek szerint a harmadik és ötödik század körül épülhetett.
Izumo Taisa (Simane prefektúrában]) olyan régi, hogy nem maradt fel semmilyen dokumentum vele kapcsolatban, így a megalapításának dátuma is ismeretlen. A szentély rengeteg történet és mítosz központi alakja. A kami aki lakja, Ókuninusi teremtette Japánt, mielőtt Amateraszu leszármazottai, a Császár ősei benépesítették volna. A fizikai távolsága miatt a történelmi időkben Izumo hírnevét más nevezetességek fakították el, de egy messzire terjedt monda, hogy minden októberben, a japán istenségek mindegyike ellátogat ide, hogy találkozzanak. Emiatt hívják ezt a hónapot a Hónap Istenek nélkül (神無月; Hepburn: Kannazukinak) is (ez egyféle megnevezése a régi hold naptár szerint), míg magára Izumo Taisára is szoktak úgy hivatkozni, hogy a Hónap Istenekkel (神在月 or 神有月; Hepburn: Kamiarizuki).
Fusimi Inari-nagyszentély a központja Japán legnagyobb szentély hálózatának, ami több mint 32 000 tagot tudhat magáénak (ez körülbelül a harmada a teljes létszámnak). Inari Okami kultusza itt kezdődött a 8. században, és azóta is él, szétterjesztve az egész ország területére. Fusimi-kuban, Kiotóban található a szentély, amit egy hegy lábánál építettek, amit Inarinak is neveznek, és rengeteg ösvény vezet fel tőle a hegyen lévő több, apróbb szentélyhez. Egy másik nagy példa a Jútoku Inari szentély Kasima városában, Szaga prefektúrában.
Az Óita prefektúra béli Usza szentély (japánul más néven Usza Dzsingú vagy Usza Hacsiman-gú), az Ivasimizu Hacsiman-gúval együtt a Hacsiman szentélyhálózat központjai. A Hacsiman tiszteletek kezdete egészen a Nara korszakig (710–794) nyúlik vissza. 860-ban a kamit kettéválasztották és elvitték Ivasimizu Hacsiman-gúba Kiotóba, így az lett a Hacsiman kultusz fővárosi központja. Az Otokojama hegy tetején található Usza Hacsiman-gút Odzsin Császár, az anyja Dzsungú Császárnő és kamija Hime no Okami tiszteletére emelték.
Icukusimai szentély a Munakata Taisaval együtt a Munakata szentélyhálózat központjai (lásd lentebb). A vízből kiemelkedő toriijával együtt az UNESCO világörökség része. A szentélyt Szuszanoo, a nap kamijának testvérének, a tengerek és viharok szellemének három lányának tiszteletére emelték.
Kaszuga Taisa egy sintó szentély Nara városában, Nara prefektúrában. 768-ban alapították, az évszázadok alatt többször újjáépítették és a Fudzsivara család szentélyeként szolgál. A belső tere a sok bronz lámpásról, illetve kő lámpásról ismeretes, amik egészen a szentélyig vezetnek. Az építészeti stílus amiben épült a Kaszuga-zukuri, aminek neve a Kaszuga Taisa hondenjéből származik.
A Kumano Szanzan szentély együttes a Kumano szentélyhálózat központja. A hálózatban van még a Kumano Hajatama Taisa (Vakajama tartomány, Singú), Kumano Hongu Taisa (Vakajama tartomány, Tanabe), és Kumano Nacsi Taisa (Vakajama tartomány, Nacsikacuura) szentély is. Ezek az építmények egymástól 20–40 km távolságban helyezkednek el. Egy zarándokút köti össze őket ami "Kumano Szankeimicsi" (熊野参詣道) néven ismeretes. A Nagy Kumano Szanzan komplexum két buddhista templomot is magába foglal, a Szeiganto-dzsi-t és a Fudarakuszan-dzsi-t.
A Kumano régióvallási fontossága az ősidőkbe nyúlik vissza, ezért korábbinak számít, mint az összes modern vallás Japánban. Akkoriban és manapság is a fizikai gyógyulás helyeként tisztelik.
A Jaszukuni szentély, Tokióban, a Japán Császár nevében, küzdelem során elhalálozott katonák tiszteletére épült.

### Szentély-hálózatok
Becslések szerint Japánban több mint 80 000 szentély található. A sintó szentélyek nagy része egy szentélyrendszer része. Ez a szám csupán az ott élő papsággal rendelkező szentélyeket veszi figyelembe, a kisebbek (mint az útszéli vagy háztartáson belüli szentélyek) száma nincs benne, ez nagyságrendben megdobná a végeredményt. Ezek nagyon központosult helyek, több mint az egyharmaduk Inarival függ össze (több mint 30 000 szentély), és a hat legnagyobb hálózat foglalja magába a szentélyek 90%-át, habár van legalább 20 hálózat, ami alá 200 szentély tartozik.
| A tíz legnagyobb szentély Japánban | Oldalágak | Központi szentély                                                         |
| ---------------------------------- | --------- | ------------------------------------------------------------------------- |
| Inari szentélyek                   | 32 000    | Fusimi Inari Taisa (Kiotó)                                                |
| Hacsiman szentélyek                | 25 000    | Usza Hacsiman-gú (Oita prefektúra, Kjúsú), Ivasimizu Hacsiman-gú (Kiotó)  |
| Sinmei szentélyek                  | 18 000    | Isze Dzsingú (Mie prefektúra)                                             |
| Tendzsin szentélyek                | 10 500    | Dazaifu Tenman-gú (Fukuoka prefektúra, Kjúsú), Kitano Tenman-gú (Kiotó)   |
| Munakata szentélyek                | 8 500     | Munakata Taisa (Fukuoka prefektúra, Kjúsú), Icukusima Szentély (Hirosima) |
| Szuva szentélyek                   | 5 000     | Szuva Taisa (Nagano prefektúra)                                           |
| Hiyosi szentélyek                  | 4 000     | Hiyosi Taisa (Siga prefektúra)                                            |
| Kumano szentélyek                  | 3 000     | Kumano Nacsi Taisa (Vakajama prefektúra)                                  |
| Cusima szentélyek                  | 3 000     | Cusima szentély (Aicsi prefektúra)                                        |
| Jaszaka szentélyek                 | 3 000     | Jaszaka szentély (Kiotó)                                                  |

Az ezek utáni tíz hálózatok körülbelül 2000-től 200-ig terjedő szentélyszámmal rendelkeznek, és köztük van a Macunoo-taisa, Kibune szentély, és Taga-taisa eredetű hálózatok is.

#### Inari szentélyek
A mellékág szentélyek száma adja meg a becsült vallási fontosságát, de sem az Isze szentély, sem az Izumo-taisa nem tudott az első helyre lépni. A messze legtöbb neki szentelt szentélye Inarinak van, a mezőgazdaság védő kamijának, aki Japán szerte nagy tiszteletnek örvend és az összes szentély közel egyharmadát elfoglalja. Inari ezen felül a halászatot, a kereskedelmet és termelékenységet is védelmezi. Emiatt több modern japán vállalat saját szentéllyel tiszteleg Inarinak. Ezek a szentélyek kicsik és könnyű őket fenntartani, de van pár hatalmas is, mint a Fusimi Inari Taisa, a hálózat központja. A kami néhány buddhista templomban is ereklyébe lett szentelve.
Az Inari szentélyek bejáratát általában egy vagy több karmazsinvörös torii és két fehér róka jelöli. Ezt a vörös színt ma már Inarival azonosítják az ő tisztelete során gyakori megjelenése és a toriik ilyen festése miatt. A két kicune szobrot gyakran összetévesztik Inari felvett alakjával, és tipikusan párban járnak, ami férfit és nőt jelképez, habár a nemek sosem egyértelműek. Ezek a rókák szimbolikus tárgyakat tartanak a szájukban, vagy azt elülső mancsuk alatt, leggyakrabban egy ékszer és egy kulcs, de egy köteg rizs, egy tekercs vagy egy róka kölyök is megszokott lehet. Majdnem minden Inari szentélyben, legyen az bármilyen kicsi, található egy pár ilyen szobor gyakran a szentélyben, mögötte vagy a fő helyiség előtt.

#### Hacsiman szentélyek

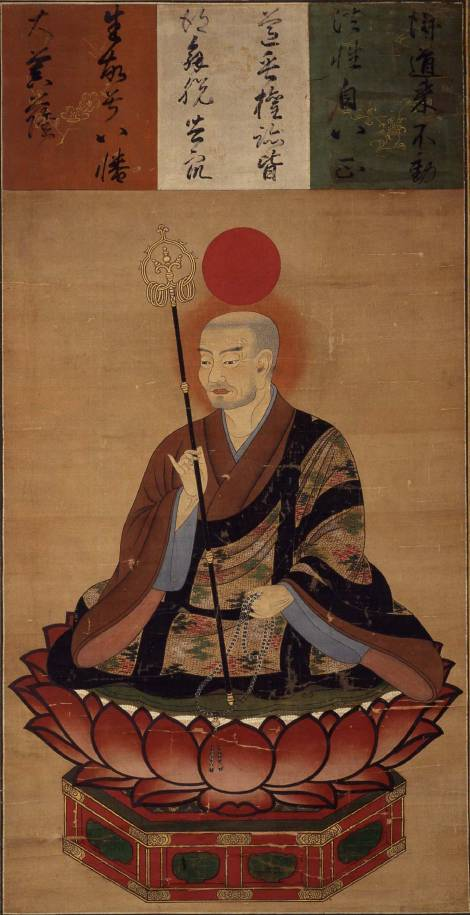
Hacsiman buddhista köpenybe

Az azonos entitásként tisztelik kamiként és a buddhista daiboszacuként, Hacsimant a tanulás és a harcosok védőszentjének is tartják. A hatodik vagy hetedik században Ódzsin császárt és az anyja, Dzsingú császárnőt együtt azonosították Hacsimannal. Első ereklyébe zárása óta Usza Hacsiman-gúban, Óita prefektúrában, nagy tiszteletnek örvendett a Heian korszakban. A Kodzsiki szerint Ódzsin volt az aki koreai és kínai írnokokat hívott Japánba és ezért tartják őt az írás és olvasás patrónusának.
Mivel Ódzsin császár a Minamoto klán őse, Hacsiman a Kavacsi-i (Oszaka) Minamoto szamuráj család gondviselő kamija (氏神; Hepburn: udzsigami) lett. Miután Minamoto no Joritomo sógun lett és megalapította a Kamakura sógunátust, Hacsiman népszerűsége nagyban megnőtt és a sógun által előre emelt harcos kaszt védelmezőjévé is vált. Ez az oka, hogy a Hacsiman sintaiok a szentélyekben gyakran egy kengyel vagy egy íj.
A középkori Japánban, a Hacsiman tisztelet szétterjedt az országban, már nem csak a szamurájok, de a parasztság körében is. Jelenleg 25 000 neki szentelt szentély van Japánban, az Inari hálózat utáni legnagyobb számú. A központja az Usza Hacsiman-gú és az Ivasimizu Hacsiman-gú, habár a Hakozaki szentély és a Curugaoka Hacsiman-gú történelmileg nem kevésbé jelentősek és még népszerűbbek is.

#### Munakata szentélyek
A Kjúsú-i Munakata Taisa és Icukusima szentély a központja annak a hálózatnak ahol a Munakata Három Női kamija (宗像三女神; Hepburn: Munakata Szandzsosin) van ereklyébe szentelve. Név szerint Csikisima Hime-no-Kami, Tagicu Hime-no-Kami, és Tagori Hime-no-Kami. Ugyanez a három kami lakik szerte a hálózat minden szentélyében, bár néha más néven. Habár Munakata Taisaban három különböző szigeten vannak ereklyébe szentelve, az együttesen belül, a többi ág szentélyében nem, hogy melyikük van melyik szentélyben az az adott hölgy történelmétől és mítoszától függ.

#### Tendzsin szentélyek
A Tendzsin szentély hálózat a kilencedik századi kutató Szugavara no Micsizane otthona. Szugavara eredetileg azért lett ereklyébe szentelve, hogy kibékítsék a szellemét, nem az istentisztelés miatt. Micsizanet kegyetlenül száműzték életében és ezért szükség volt megbékíteni a dühöngő szellemét, mert úgy hitték ragályt és egyéb betegségeket terjeszt. Kitano Tenman-gú volt az első neki szentelt szentély. Mivel egy kutató volt ezért ő lett a tanulás kamija, az Edo korszakban az iskolák gyakran szentélyt nyitottak neki. Egy másik fontos szentély amit neki szenteltek, a Dazaifu Tenman-gú.

#### Sinmei szentélyek
Amíg a ricurjó rendszer volt érvényben, addig a hétköznapi emberek nem látogathatták Iszét. Miután ez kezdett meggyengülni a Heian korszakban, egyre több közember látogathatta a szentélyeket. A Sinmei szentély hálózat növekedésének két velejáró oka is volt. A Heian korszak vége felé, Amateraszu istennő, akit addig csak az Isze szentélyben tiszteltek, elkezdték áthelyezni más alszentélyekbe a kandzsó módszerrel. Az első bizonyíték új Sinmei szentélyek megjelenésére az Azuma Kagamiban van, egy Kamakura korszakból származó írásban, ami Amanava Sinmei-gú megjelenéséről ír Kamakurában. Amateraszu elterjedésének oka az ország többi részében az úgynevezett tobi sinmei (飛び神明; Hepburn: repülő sinmei) jelenség is, úgy tartották Amateraszu maga repült el más helyekre és állapodott meg ott is.

#### Kumano szentélyek
A Kumano szentélyek szolgálnak a három hegy: Hongú, Singú, és Nacsi (a Kumano Gongen (熊野権現)) otthonául. A Kumano kultusz a Kumano Szanzan szentély együtteséből ered, ami magába foglalja a Kumano Hajatama Taisa-t (熊野速玉大社) (Vakajama prefektúra, Singú, Vakajama), Kumano Hongu Taisa (Vakajama prefektúra, Tanabe, Vakajama), és Kumano Nacsi Taisa ( Vakajama prefektúra, Nacsikacuura, Vakajama). Több mint 3000 Kumano szentély található Japánban.

## A sintó szentélyek szerkezete és felépítése

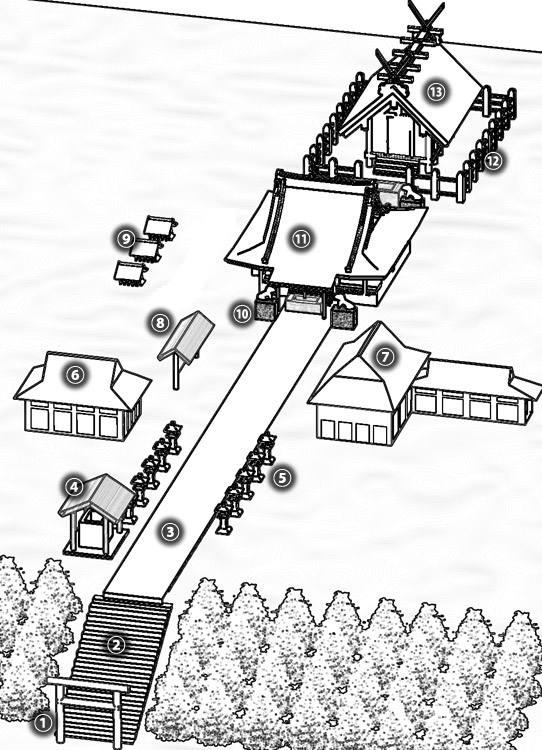
A sintó szentély elrendezése

A következő diagram, egy sintó szentély főbb részeit mutatja be.
1. Torii - sintó kapu
2. Kőlépcsők
3. Szandó - a szentélyhez vezető út
4. Csózuja vagy temizuja - tisztító kút, hogy a belépő megmoshassa a kezét és száját
5. Tóró - díszítő lámpások
6. Kagura-den - épület nó vagy kagura tánc tiszteletére
7. Samuso - a szentély irodahelysége
8. Ema - falapok, amik az imákat vagy kívánságokat tartalmazzák
9. Szessa/massa - apró segéd szentélyek
10. Komainu - az úgynevezett oroszlán kutyák, a szentély védelmezői
11. Haiden - szónokterem, vagy istentisztelet helye
12. Tamagaki - a honden körüli kerítés
13. Honden - főterem, a kami otthona
14. A haiden és a honden tetején található csigi (villásvégű tetővégek) és kacuogi (rövid vízszintes tuskók), mindkettő általános szentélydíszítő elem.

A sintó szentélyek általános alaprajza buddhista eredetű. A verandák, kőlámpások, és különálló kapuk jelenléte is ennek behatását mutatja. A sintó szentély kompozíciója erősen változtatható és egyik lehetséges eleme sincs kötelezően jelen. Még maga a honden is hiányozhat, ha a szentély egy közeli természetes sintait tisztel.
Habár a területük felszentelt, általában kőből vagy fából emelt kerítés veszi őket körbe, ez a tamagaki, miközben egy szandó nevű út vezet a bejárathoz. A bejárat előtt gyakran kapuk terpeszkednek, a toriik, ezekről lehet leghamarabb felismerni egy sintó szentélyt.

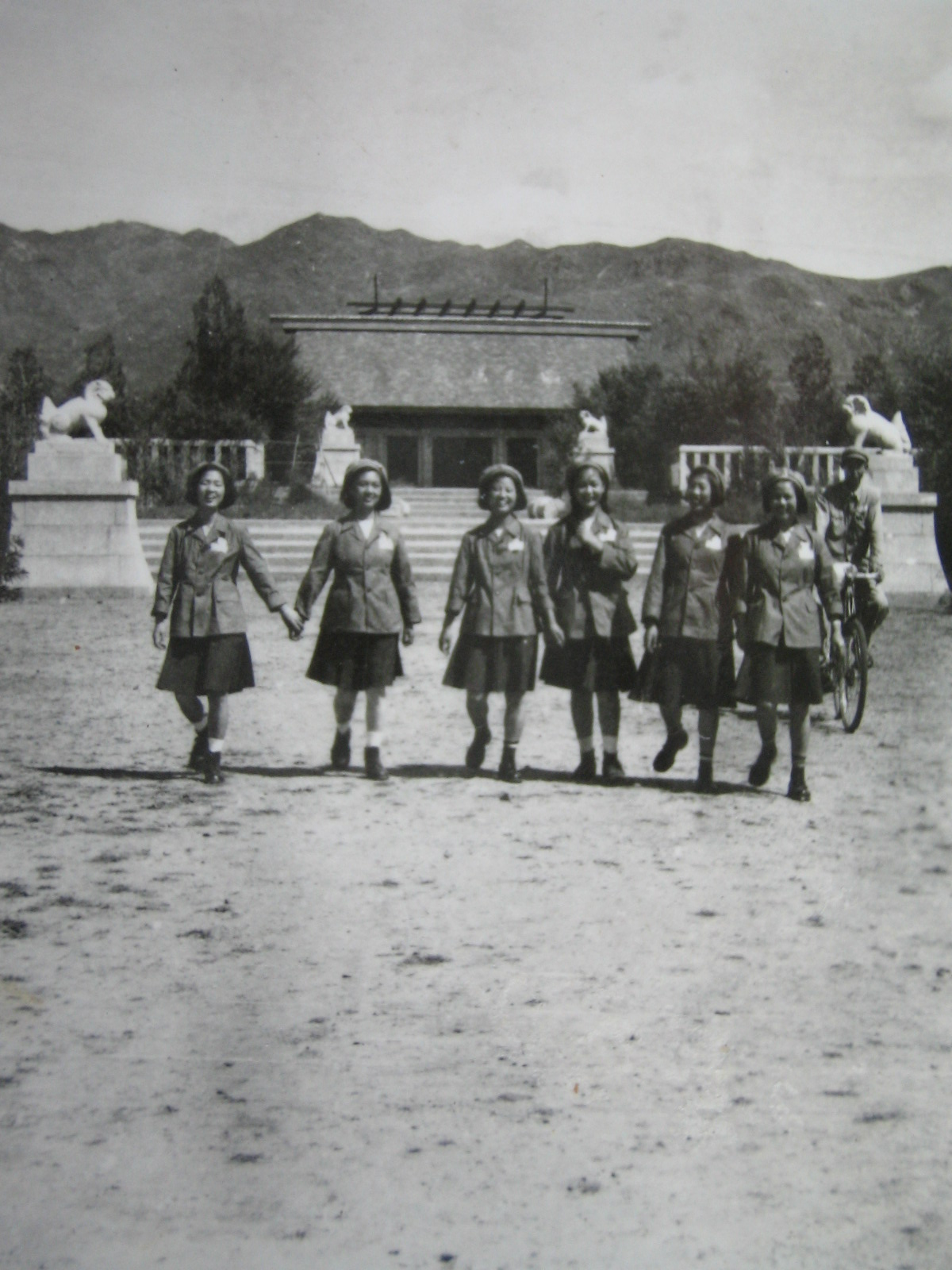
Mengdzsiang szentély Zangdzsiakouban, 1960-ban

Aszentélyben gyakran többféle egyéb épület is lehet, mindegyik különböző funkcióval ellátva. Köztük van a feljebb is említett honden, vagy szentély, ahol a kami lakik, a heiden, vagy felajánlások terme, ahova ajándékokat hoznak és imádkoznak, és a haiden, az istentisztelet helye, ahol tiszteletüket teszik, ahol ülések is találhatók a látogatók számára. A honden az az épület, ahol a sintai található, szó szerint a kami szent teste. Ezek közül csak a haiden elérhető a gyülekezet számára. A honden általában a haiden mögött található, gyakran kisebb és dísztelen. Egyéb említésre méltó szentélyvonások a temizuja, a kút ahol a látogatók megmoshatják kezüket és szájukat, és a samuso (社務所), az iroda, ami a szentélyért felelős. Az épületeket gyakran csigivel és kacuogival díszítik, különféle állású rudakkal, amik a tetőszerkezetből állnak ki (lásd az illusztrációt feljebb).

## Szentélyek építészeti stílusai
A szentélyek épületeinek többféle különböző változata lehet, amit vagy egy híres szentély hondenjéről neveztek el (pl.: hijosi-zukuri, a Hijosi Taisa után), vagy a szerkezeti tulajdonságairól (pl.: irimoja-zukuri, a nyeregről és tető élről, amit mutat. A -zukuri utólag ebben az esetben "struktúrát" jelent.)
A honden teteje mindig nyereggel ellátott, és néhány stílusnál verandaszerű oldalajtó is fellelhető amit hiszasinak hívnak (egy 1-ken széles folyosó, ami egy vagy több oldalát is körülöleli a szentélynek vagy templomnak).
A besorolásnál fontos figyelembe venni olyan fontos elemek jelenlétét vagy hiányát, mint:
- hirairi vagy hirairi-zukuri (平入・平入造?) - egy építészeti stílus, ahol az épületnek van egy főbejárata az oldalán, ami párhuzamosan fut a tető szélével (a nyereg nélküli oldalán). A sinmei-zukuri, nagare-zukuri, hacsiman-zukuri, és hie-zukuri is ide tartozik.
- cumairi vagy cumairi-zukuri (妻入・妻入造?) - egy építészeti stílus, ahol az épület főbejárata azon oldalán található, ami merőleges a tető gerincére (a nyerges oldalára). A taisa-zukuri, szumijosi-zukuri, ótori-zukuri és a kaszuga-zukuri is ehhez a stílushoz tartozik.

(A galériában, a cikk végén mindkét stílusra találhat példaképeket.)
A felosztás is nagyon fontos. Egy adott stílusban épített épületnek megadott felosztásai és méretei vannak, amiket kenben mérnek (az oszlopok közti távolság, egy mértékegység, ami változó érték két szentélytől eltérően vagy akár egy szentélyen belül is eltérve).
A legöregebb stílusok a cumairi sinmei-zukuri, taisa-zukuri, és a szumijosi-zukuri, egészen a Buddhizmus megjelenéséhez vezethető vissza.
A két legelterjedtebb a hirairi nagare-zukuri és a cumairi kaszuga-zukuri. A nagyobb, fontosabb szentélyeknek többnyire egyedi stílusuk van.

### Legelterjedtebb stílusok
A következő a két legelterjedtebb stílus Japánban.

#### Nagare-zukuri

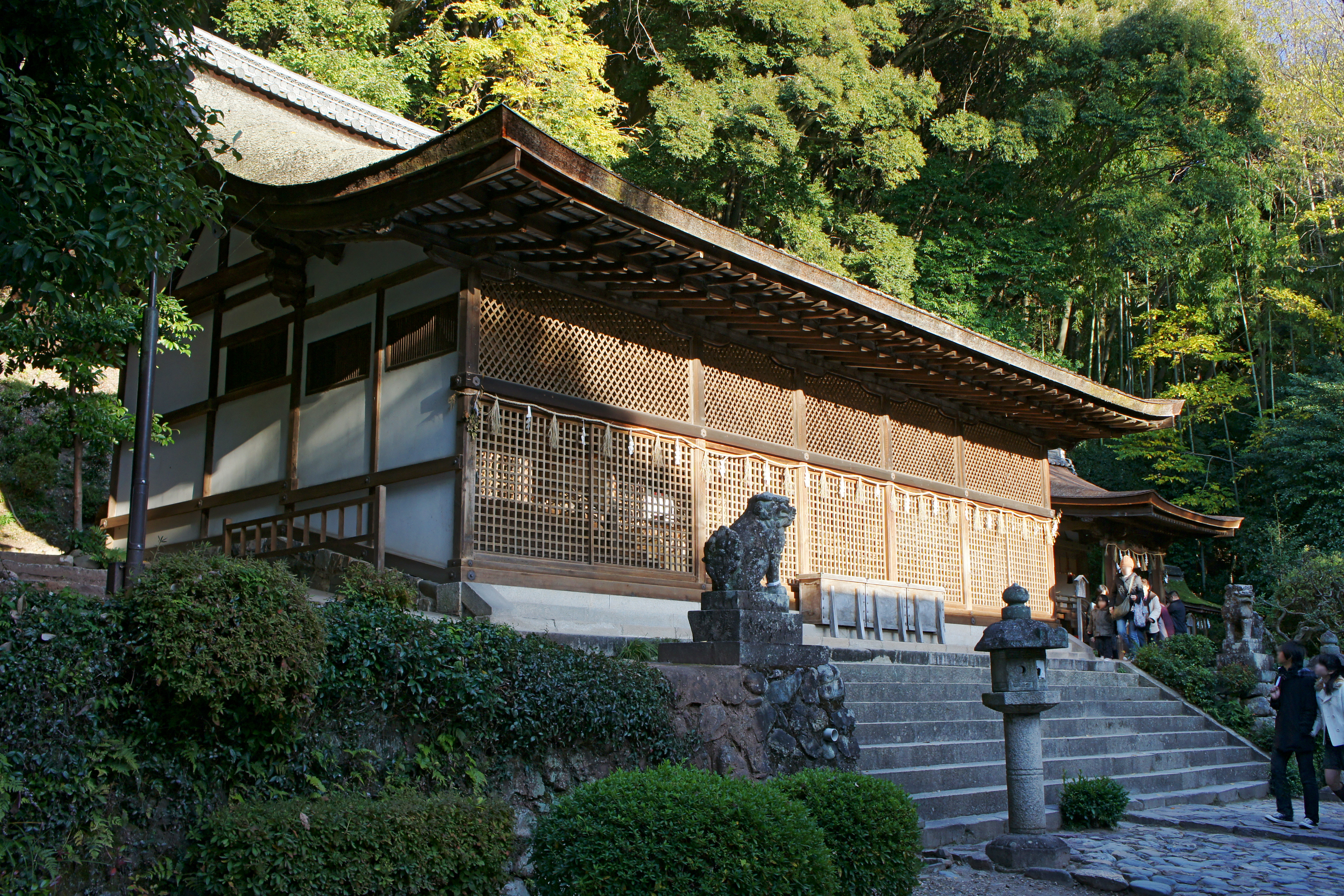
Udzsigami szentély Udzsiban, Kiotó

A nagare-zukuri (流造; Hepburn: folyó stílus) vagy nagare hafu-zukuri (流破風造; Hepburn: folyó nyerges stílus) egy stílus, ami főleg a sok aszimmetrikus nyerges tetőkről ( japánul kirizuma-jane (切妻屋根)) ismeretes, ami kifelé nyúlik a nyereg nélküli oldalon, a főbejárat felett, így alkotva egy csarnokot (lásd a fotón). Ez a jellemvonás, ami az elnevezést is adja, a leggyakoribb szentélyfajta, az egész országban.Gyakran az alap elrendezés egy megemelt középső részből core (母屋; Hepburn: moja), és egy részen körülfutó verandából, azaz hiszasiból (mind egyetlen közös tető alatt) áll, megtoldva egy plusz szobával a bejárat előtt. A honden változó 1-11 ken hosszú tetőgerinccel rendelkezik, de sosem 6 vagy 8 ken hosszúval. A legáltalánosabb méret az 1 és a 3 ken. Japán legöregebb szentélye, az Udzsi béli Udzsigami szentély is ilyen típusú hondennel rendelkezik. Külső méretei 5X3 ken, de a belsejét három szentélyre tervezték sanctuaries (内殿; Hepburn: naiden) amik egyesével mint 1 ken nagyságúak.

#### Kaszuga-zukuri
Kaszuga-zukuri (春日造) egy stílus, ami a Kaszuga Taisa hondenje után kapta a nevét. Fő ismertető jegye az épületeinek extrém aprósága, mindegyik 1x1 ken méretű. A Kasuga Taisa esetében ez 1.9 m x 2.6 m. A tető nyerge alatt található a főbejárat, amit csigivel és kacuogival díszítettek, körbevéve ciprus kéreggel és faragott, felfelé ívelő eresszel. A kiegészítő épületek skarlátvörösre vannak festve, míg a deszkafalak hófehérre.

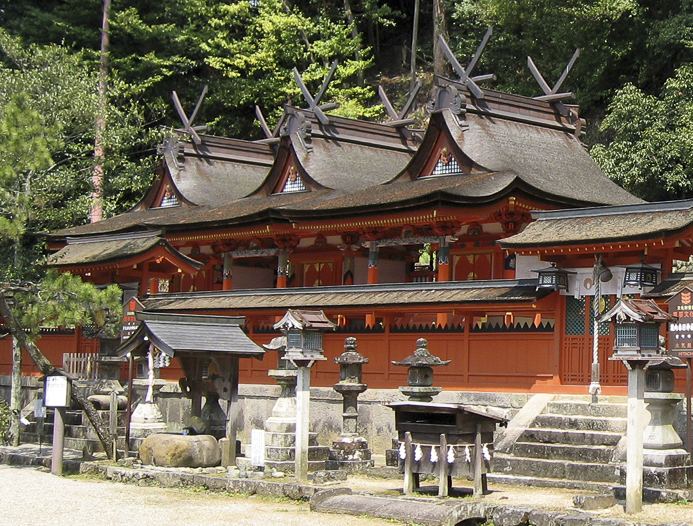
A honden az Uda Mikumari szentélyben; a Kami-gú 3 Kaszuga-zukuri stílusú épületből áll.

A Nagare-zukuri (lásd fentebb) után ez a második legelterjedtebb stílus, a legtöbb példával a Kanszai régióban, Nara körül.

### A buddhizmus megjelenésének idején megjelenő stílusok
A következő négy stílust a buddhizmus Japánba érkezésének idejével egyeztetik.

#### Primitív szentély elrendezés,hondennélkül
Ez egy ritka stílus, de történelmileg igen fontos és nagyon egyedi, főleg, hogy a honden, ami általában a szentély kellős közepe, hiányzik. Úgy tartják, ezek a szentélyek a történelmi idők szentélyeire emlékeztetnek. A legelső szentélyeknek nem volt hondenjük, mert a sintai, vagy az istentisztelet tárgya, a hegy volt amire épült. Egy még létező példa erre a Narai Ómiwa szentély, aminek nincs hondenje. Egy terület a haiden (istentisztelet terme) mellett, szent és tiltott, helyettesíti a hondent. Egy másik kiemelkedő példa erre a stílusra a Futaraszan szentély Nikkó közelében, aminek a sintaija a Nantai hegy. Részletekért olvasd feljebb a A sintó szentélyek születését és fejlődését.

#### Sinmei-zukuri

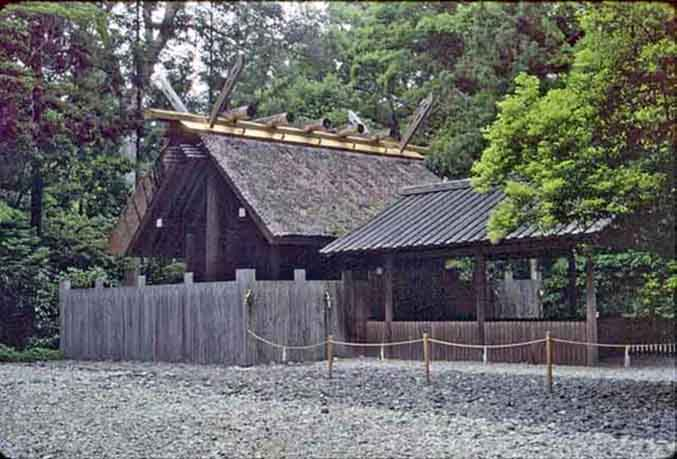
Szentély Iszében.

A Sinmei-zukuri (神明造) egy ősi stílus, ami jellemző és legelterjedtebb az Isze Nagyszentély esetében, ami a legszentebb sintó szentély. Leggyakoribb a Mie tartományban. Extrém egyszerűség jellemzi, az alap vonásai fellelhetőek a Kofun-kor (időszámításunk szerint 250-568.) kezdetétől származó japán építészetben, és a japán tradicionális építészet csúcsának tekintik. A lecsupaszított, befejezetlen fából épült honden vagy 3x2 ken vagy 1x1ken méretű emelt padlójú, nyerges tetejű, egy bejárattal a nyereg nélküli oldalán, egyenes, lefele hajló tetőívvel, és díszítő jellegű tuskókkal amiket csiginek és kacuoginak hívnak és a tető gerincéről lógnak. A legrégebbi még mindig létező példa a Nisina Sinmei szentély.

#### Szumijosi-zukuri

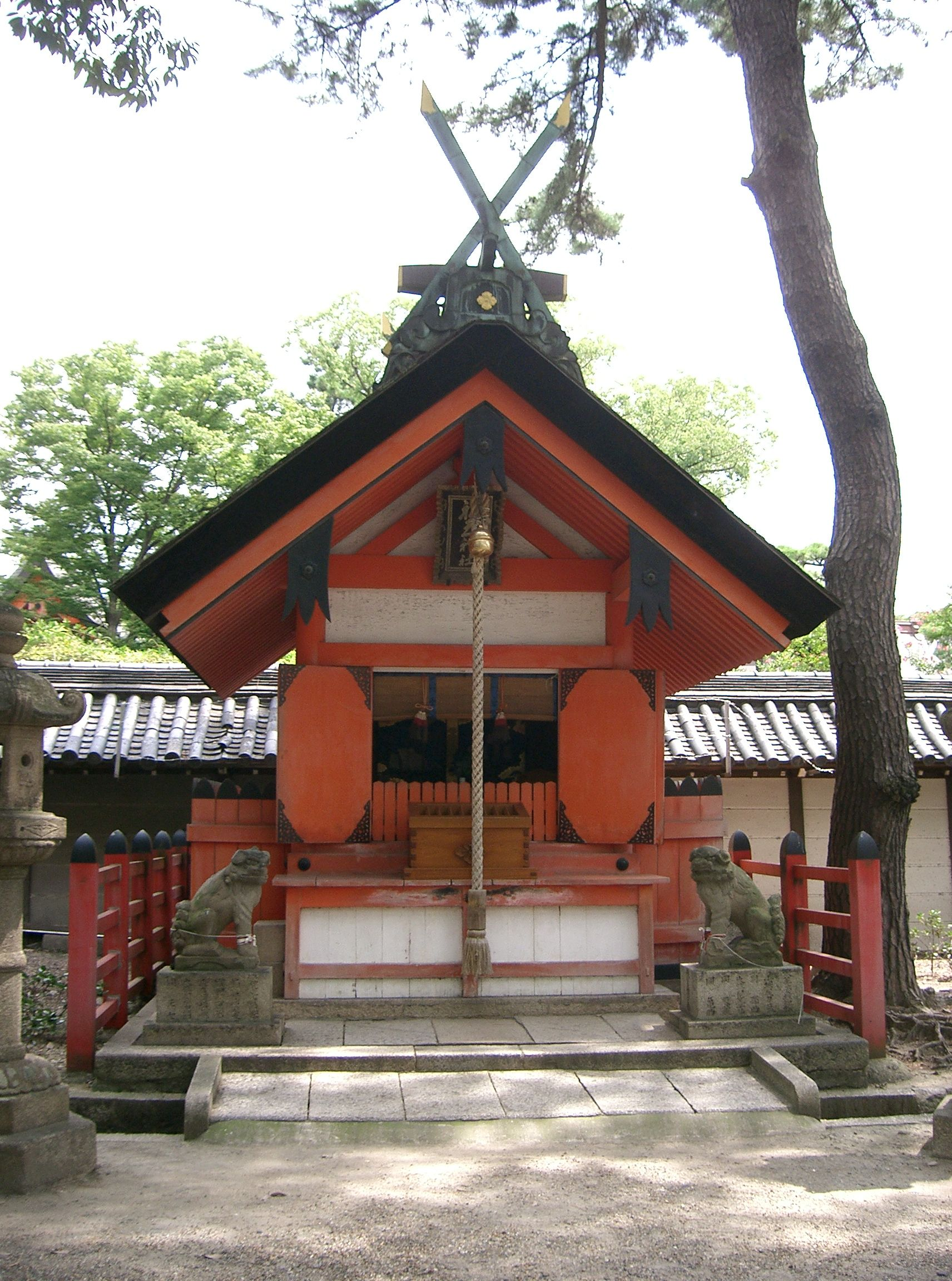
Szumijosi Taisa Funatama Dzsindzsa

A Szumijosi-zukuri (住吉造) az Ósakai Szumijosi Taisa után kapta a nevét. Az épület 4 ken széles és 2 ken mély, és a nyereg alatt található a bejárata. A belső tere két részre van osztva, egy elülső rész (gedzsin (外陣)) és egy hátulsó (naidzsin (内陣)) egyetlen bejárattal az elején. A felépítése egyszerű, de az oszlopai karmazsinra vannak festve, míg a falak fehérre.
A stílus eredete valószínűleg egy régi palota felépítéséből származik. Ezen stílus másik példája a Szumijosi Dzsindzsa, ami a Szumijosi Szandzsin együttes része a Fukuoka prefektúrában. Mindkét esetben, ahogy sok hasonlónál, nincs veranda.

#### Taisa-zukuri
Taisa-zukuri vagy Ójasiro-zukuri (大社造) a legöregebb szentély stílus, az Izumo Taisa-ból veszi a nevét, és az Isze Nagyszentélyhez hasonlóan, csigivel és kacuogival díszített, megtoldva néhány archaikus vonással, mint a nyeregvégű oszlopokkal, és a középső pillérrel (sin no mihasira). Mivel a padlóját cölöpökkel emelték meg, úgy tartják az eredete az emelt padlózatú magtárakhoz vezethető vissza, ahhoz hasonlókhoz amiket Toroban, Sizuoka tartományban találtak.

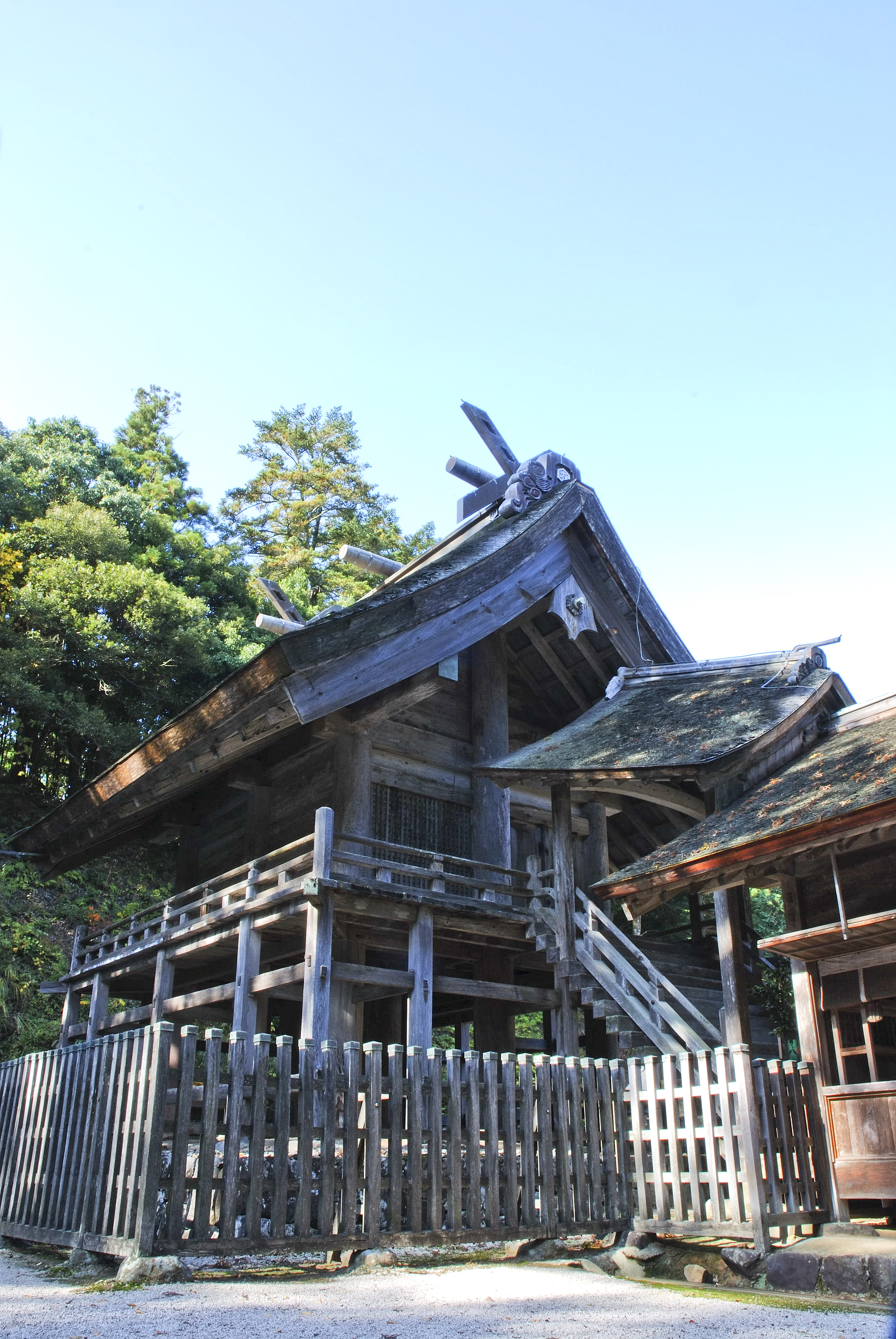
Kamoszu Dzsindzsa hondenje

A honden általában 2x2 ken alaprajzú (12,46x12,46 m az Izumo Taisa esetében), egy bejárattal a nyerges végén. A lépcsőket ciprus deszkalapokkal borított tető fedi. A legöregebb ma is létező példa erre a stílusra, a Kamoszu Dzsindzsa hondenje Simane tartományban, amit a 16. században építettek.

### Egyéb stílusok
Sok egyéb építészeti stílus létezik, legtöbbjük egyedi.

## Szentély nevek fordítása

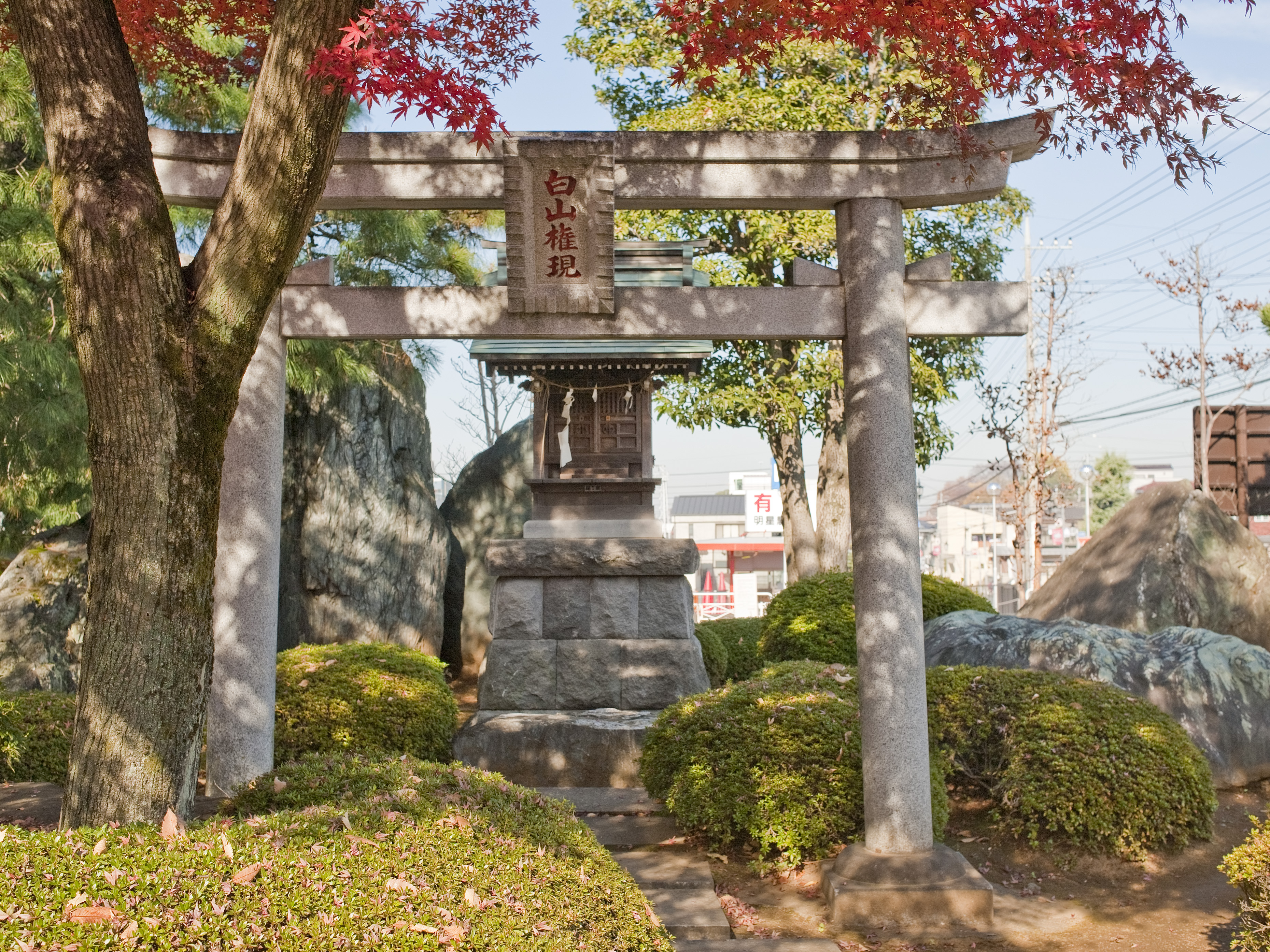
Egy kis szentély, amit Hakuszan Gongen (白山権現) néven ismernek.

A szentélyek nevezéktana a Meidzsi-kor óta jelentősen megváltozott. Egészen addig a túlnyomó többségük apró volt és nem tartozott hozzájuk tartós papság. Nagyon kevés kivétellel, templom-szentély együttesek részei voltak, amit a buddhista papság irányított. Általában helyi őrző kamik lakták őket, ezért a nevük a kami nevét viselte olyan kifejezésekkel egybe kötve, mint a gongen; ubuszuna (産土), az "ubuszuna no kami" rövidítve, vagy egy a személy születési helyének védőistensége, vagy mjódzsin (明神; Hepburn: nagy kami). A szó, dzsindzsa (神社), ami manapság a legelterjedtebb, akkoriban ritka volt. Ezekre a Meidzsi előtti nevekre példa a Tokusó Daigongen () és a Kanda Mjódzsin.
A szentélyek nevei nagyon beszédesek, ezért nagy probléma a fordításukkor, hogy meg is kell értenünk pontosan mit is értenek a neve alatt. Habár elég sok különböző variáció létezik a fogalmazásukban, általában meg lehet különböztetni őket két részben. Az első rész a szentély tényleges neve, vagy meisója (名称), a második az úgy nevezett sógó (称号), más néven titulus.

### Meisó
A legáltalánosabb meisó a hely ahol a szentély áll, például az Isze dzsingú esetében, a legszentebb szentélynél ami Isze városában található, Mie tartományban.
Gyakran a meisó az ott lakó kami neve. Az Inari szentély például az a hely ahol Inari kami lakik. E logika szerint a Kumano szentély a három Kumano hegy otthona. A Hacsiman szentély; Hacsiman kaminak van szentelve . A tokiói Meidzsi szentélyben nyugszik Meidzsi japán császár. A neveknek egyéb eredetei is lehetnek, amik gyakran ismeretlenek vagy értelmezhetetlenek.

### Sógó
A második része a neveknek megadja a szentély státuszát.
- Dzsindzsa (神社?) A legáltalánosabb név egy szentélynek. Bármilyen hely, aminek saját hondenje (本殿?) van az már dzsindzsa. Ez a két karakter olvasható vagy "kamu-cu-jasiro"nak vagy "mori"nak, mindkettő azt jelenti, hogy "kami liget". Mindkét olvasásra találhatunk példát, a Man'jósú-ban.
- Jasiro (社?) egy általános megnevezés a sintó szentélyre, mint a dzsindzsa.
- A mori (杜?) egy hely ahol egy kami jelen van. Ennél fogva ez lehet egy szentély, sőt a karakterek 神社, 社 és 杜 mind-mind olvashatók úgy, hogy "mori" ("liget"). Ez az olvasat a bizonyítéka, hogy az első szentélyek egyszerű szent ligetek vagy erdők voltak ahol kami lakott.
- A -sa vagy -dzsa (社?) előszavak, pont ahogy Sinmei-saban vagy Tendzsin-dzsaban, kisebb szentélyeket jelölnek, amik a kandzsó módszer által kaptak kamit eg nagyobb, fontosabb szentélyből.
- Hokora/hokura (神庫?) egy nagyon apró szentély, olyan, amit az országutak mellett találhat az ember.
- Dzsingú (神宮?) egy olyan szentély, ami kifejezetten fontos státusszal bír, a császári családdal való kapcsolata miatt, vagy éppen azért mert egy császár nyugszik benne, mint az Isze Dzsingú és a Meidzsi Dzsingú esetében. A Dzsingú név önmagában azonban csak az Isze Dzsingúra való utalásra használható, hisz ezt hívják hivatalosan is így.
- Mija (宮?) olyan szentélyre utal ahol egy speciális kamit tisztelnek, vagy ahol a császári család egyik tagja nyugszik, mint mondjuk a Császárnő, de sok példa van amikor csak tradíció miatt használják. Az állam formálás ideje alatt sok -mija utólag dzsindzsara változott.
- -gú (宮?) egy olyan szentélyre utal, ahol egy császári herceg nyugszik, de gyakran tradíció miatt használják.
- A taisa (大社?)(a kandzsit úgy is olvashatjuk, hogy ójasiro) szó szerint azt jelenti, hogy "nagyszentély" ami a régi szentély besoroló rendszer szerint kapta a nevét, ez volt a sakaku (社格?) amit 1964-ben töröltek el. Sok szentély a sógó nevet a háború után vette fel.
- A japán középkor során (1185-1603), a szentélyek elkezdték felvenni a gongen nevet, egy buddhista eredetű kifejezést. Például Kelet-Japánban még mindig sok Hakuszan szentély található ahol magát a szentélyt gongennek hívják. Mivel ez az elnevezés jelöli a buddhista nézetek megegyeztetését a sintó kamikhoz, ezért ennek törvényes használatát betiltotta a Meidzsi kormány a Sintó és buddhista elválasztó törvénnyel (神仏判然令; Hepburn: Sin-bucu Hanzenrei?),és elkezdték átnevezni őket dzsindzsara.

## Szentélyek, amik épületei a Nemzeti Kincsek közé tartoznak
A szentélyek, amik a világörökség részét képezik, félkövérrel vannak kiemelve.
- Tóhoku régió
  - Ószaki Hacsiman szentély (Szendai, Mijagi)
- Kantó régió
  - Nikkó Tósó-gú (Nikkó, Tocsigi)
  - [Rinnó-dzsi' (Nikkó, Tocsigi)
- Csúbu régió
  - Nisina Sinmei Szentély (Ómacsi, Nagano)
- Kanszai régió
  - Mii-dera, Onjó-dzsi (Ócu, Siga)
  - Hijosi taisa (Ócu, Siga)
  - Mikami szentély (Jaszu, Siga)
  - Ószaszahara szentély (Jaszu, Siga)
  - Cukubuszuma szentély (Nagahama, Siga)
  - Namura szentély (Rjúó, Siga)
  - Kamo szentély (Kiotó)
  - Daigo-dzsi (Kiotó)
  - Tojokuni szentély (Kiotó)
  - Kitano Tenman-gú (Kiotó)
  - Udzsigami szentély (Udzsi, Kiotó)
  - Szumijosi taisa (Osaka)
  - Szakurai szentély (Szakai, Oszaka)
  - Kaszuga szentély (Nara)
  - Endzsó-dzsi (Nara)
  - Iszonokami szentély (Tenri, Nara)
  - Udamikumari szentély (Uda, Nara)
- Csúgoku régió
  - Szanbucu-dzsi (Miszasza, Tottori)
  - Izumo-taisa (Taisa, Simane)
  - Kamoszu szentély (Macue, Simane)
  - Kibicu szentély (Okajama)
  - Icukusima szentély (Hacukaicsi, Hirosima)
  - Szumijosi szentély (Simonoszeki, Jamagucsi)
- Sikoku régió
  - Kandani szentély (Szakaide, Kagava)
- Kjúsú régió
  - Usza szentély (Usza, Óita)
  - Aoi Aszo szentély (Hitojosi, Kumamoto)

## Kannusi

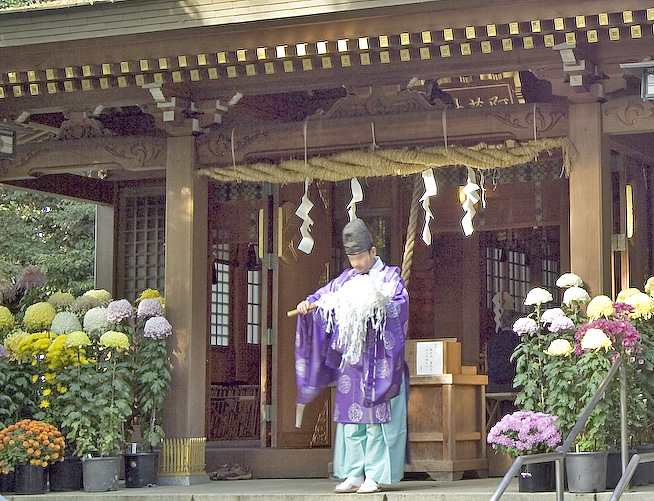
Egy kannusi

A kannusi (神主; Hepburn: kami mester) vagy sinsoku (神職; Hepburn: kami alkalmazott) egy pap, aki a szentély karbantartásáért és a ceremóniák levezényléséért felelős. Ez a két feladat nem volt mindig egy emberre szabva. Eredetileg a kannusi egy szent ember, aki csodákat tesz, és aki tisztító rituáléknak köszönhetően kapocs volt az emberek és a kamik között, de később átalakult a sinsoku szinonímájává, aki egy szentélynél dolgozik és vallásos szertartásokat tart.
A tradíció szerint a legtöbb szentélynek nem volt kannusija és önkéntesek, vagy Udzsikonak (氏子) hívott gyülekezeti tagok tartották rendben. Egy dzsingudzsiban, buddhista szerzetesek feladata volt a szentélyek és saját templomuk körüli munkák elvégzése.

## Galéria

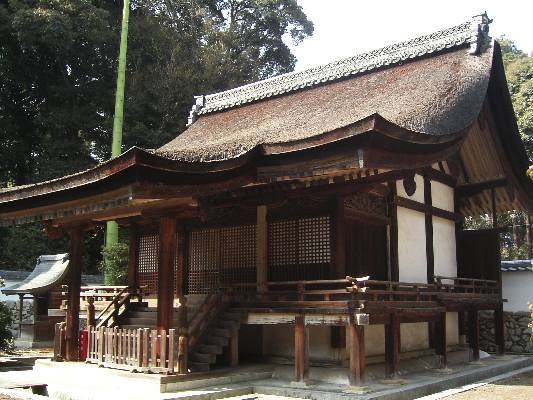
Hirairi stílus: bejárat a nyereg nélküli oldalon
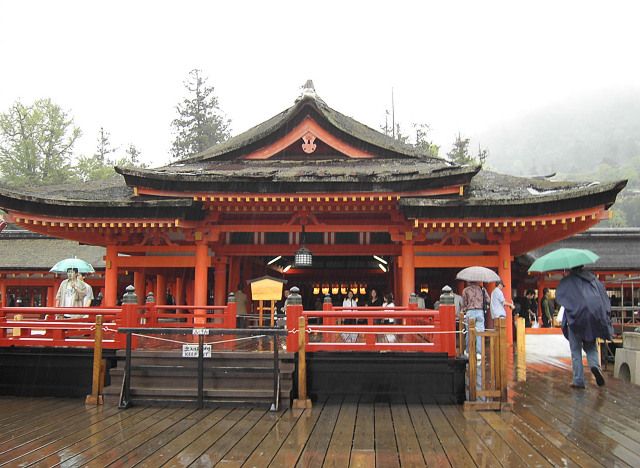
Cumairi stílus: bejárat a nyereg oldalán
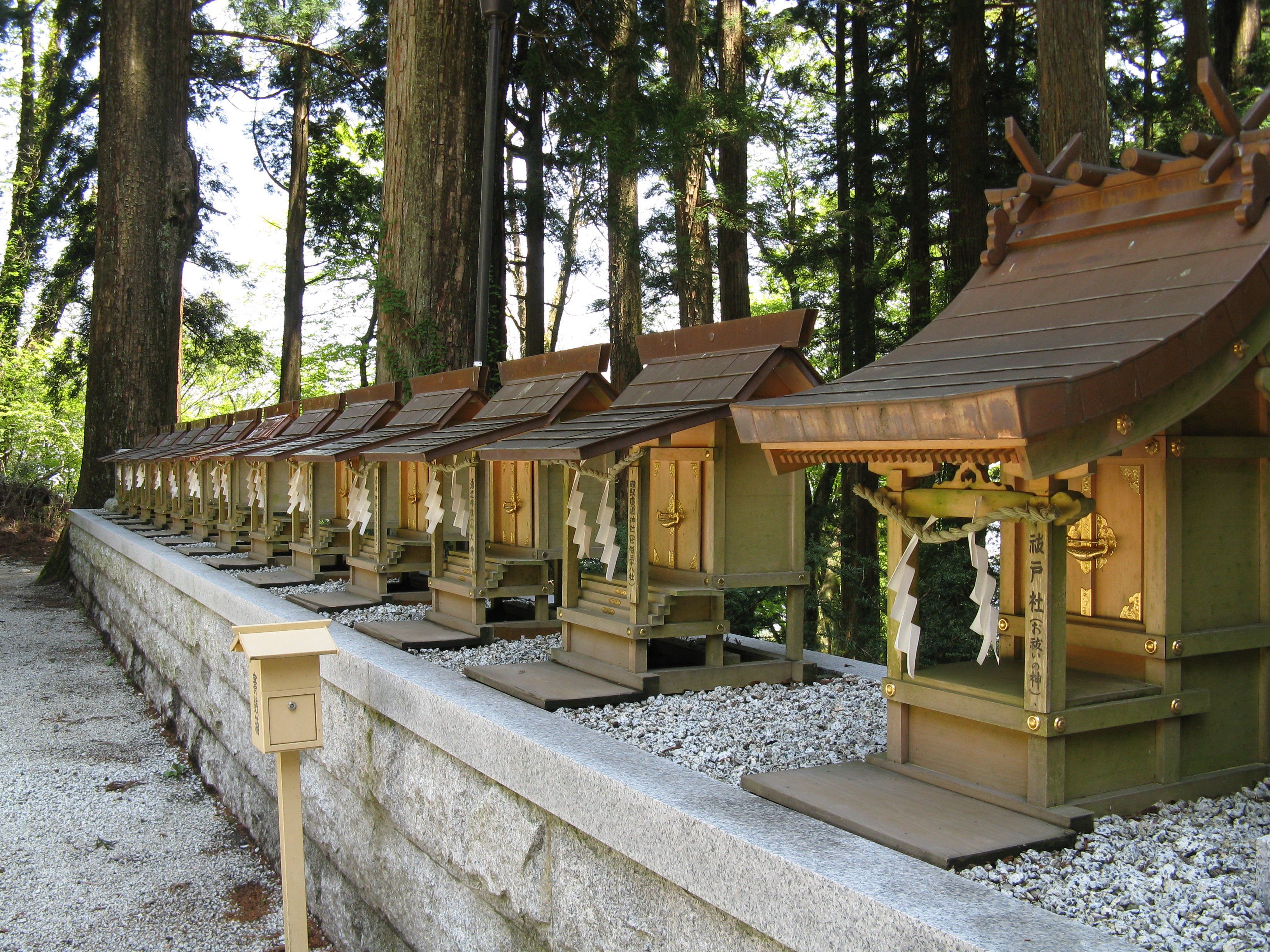
Néhány szecumassa
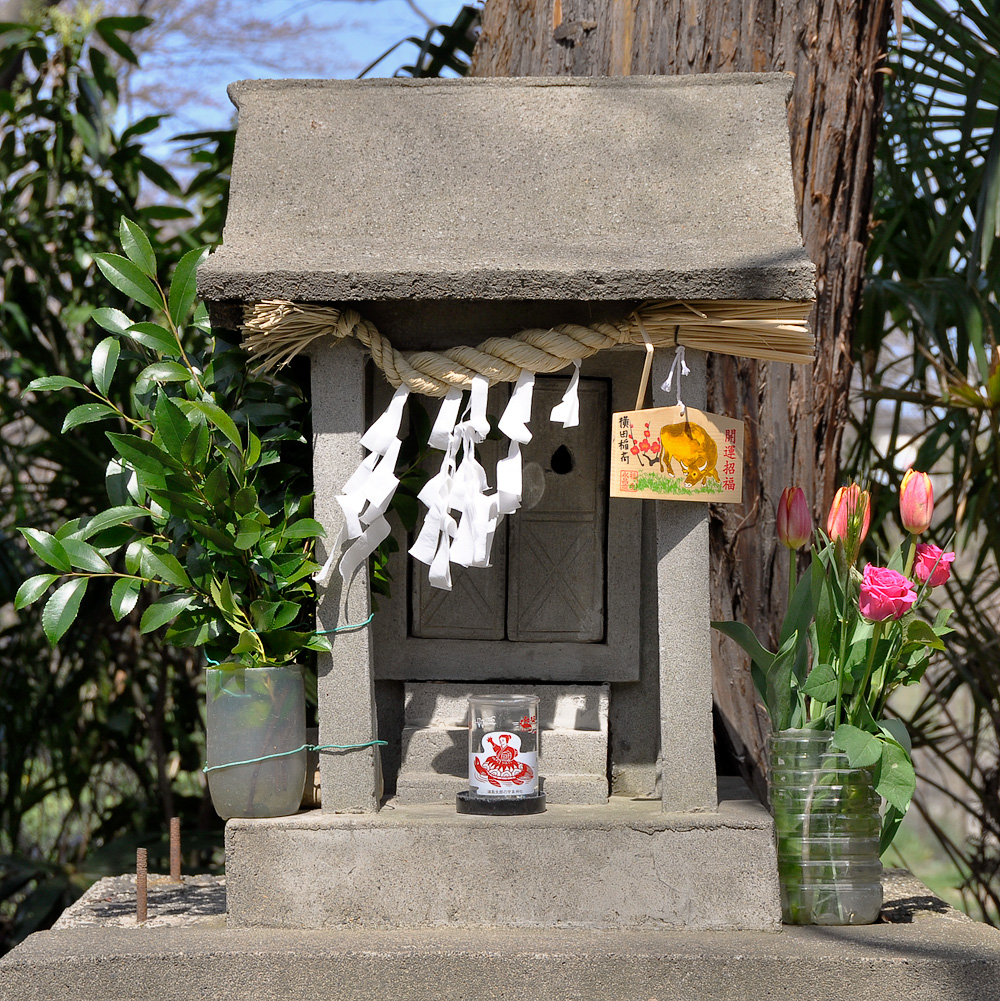
Egy hokora
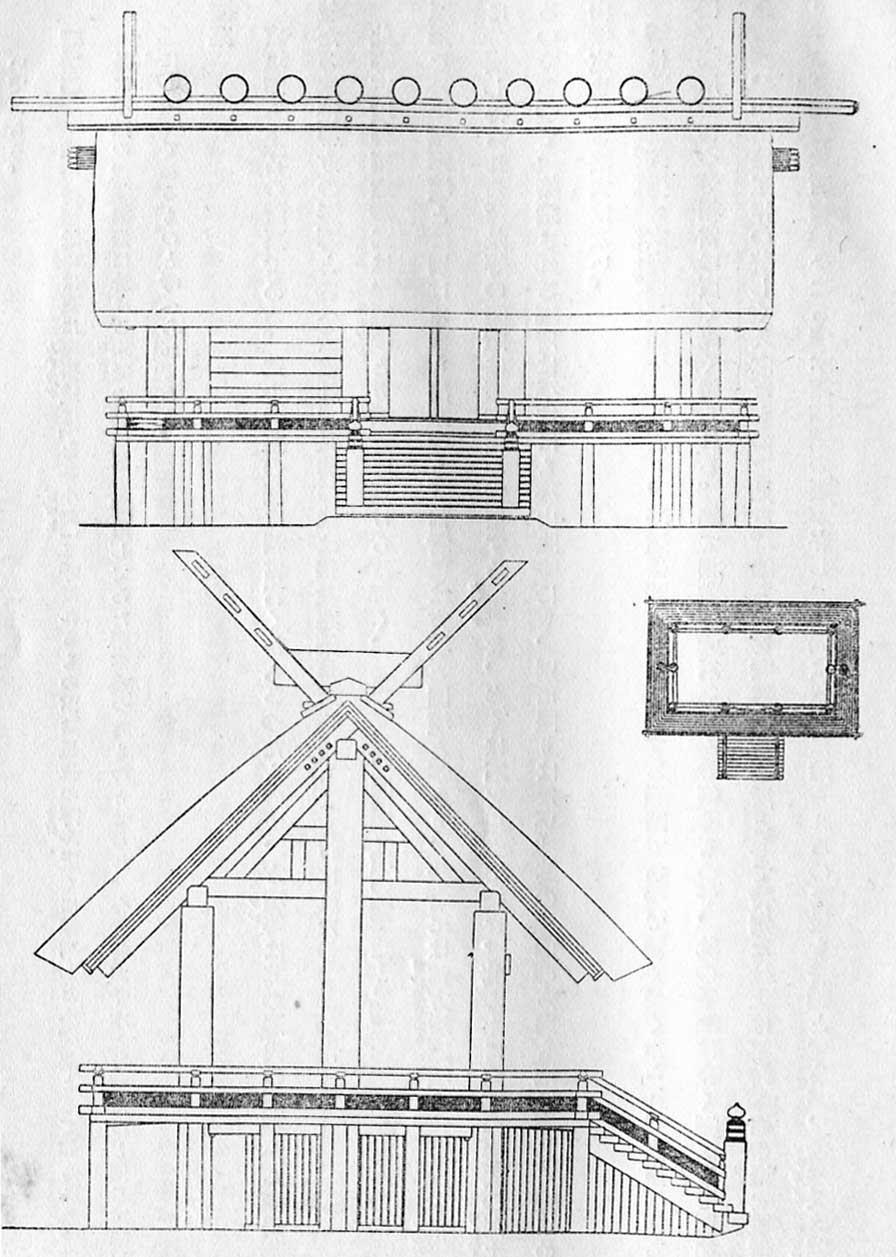
Sinmei-zukuri
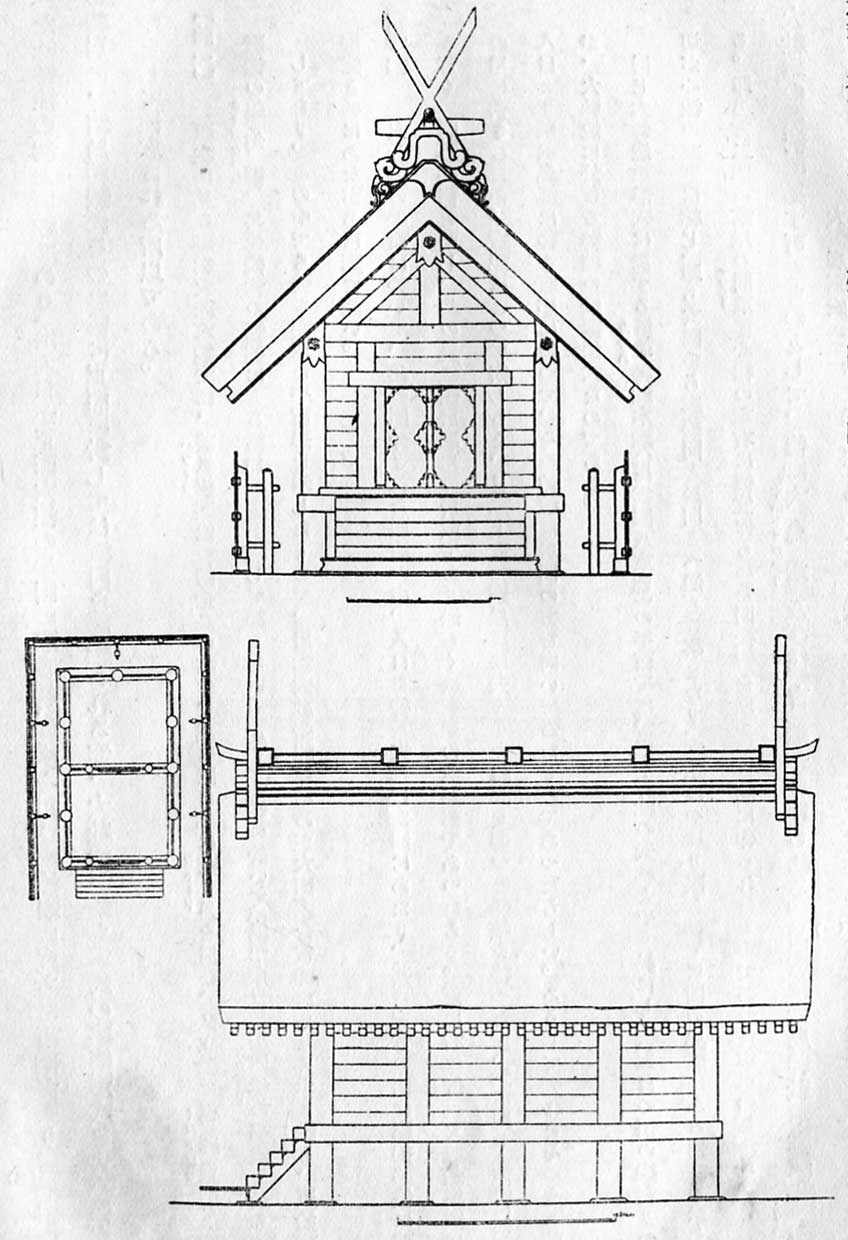
Szumijosi-zukuri
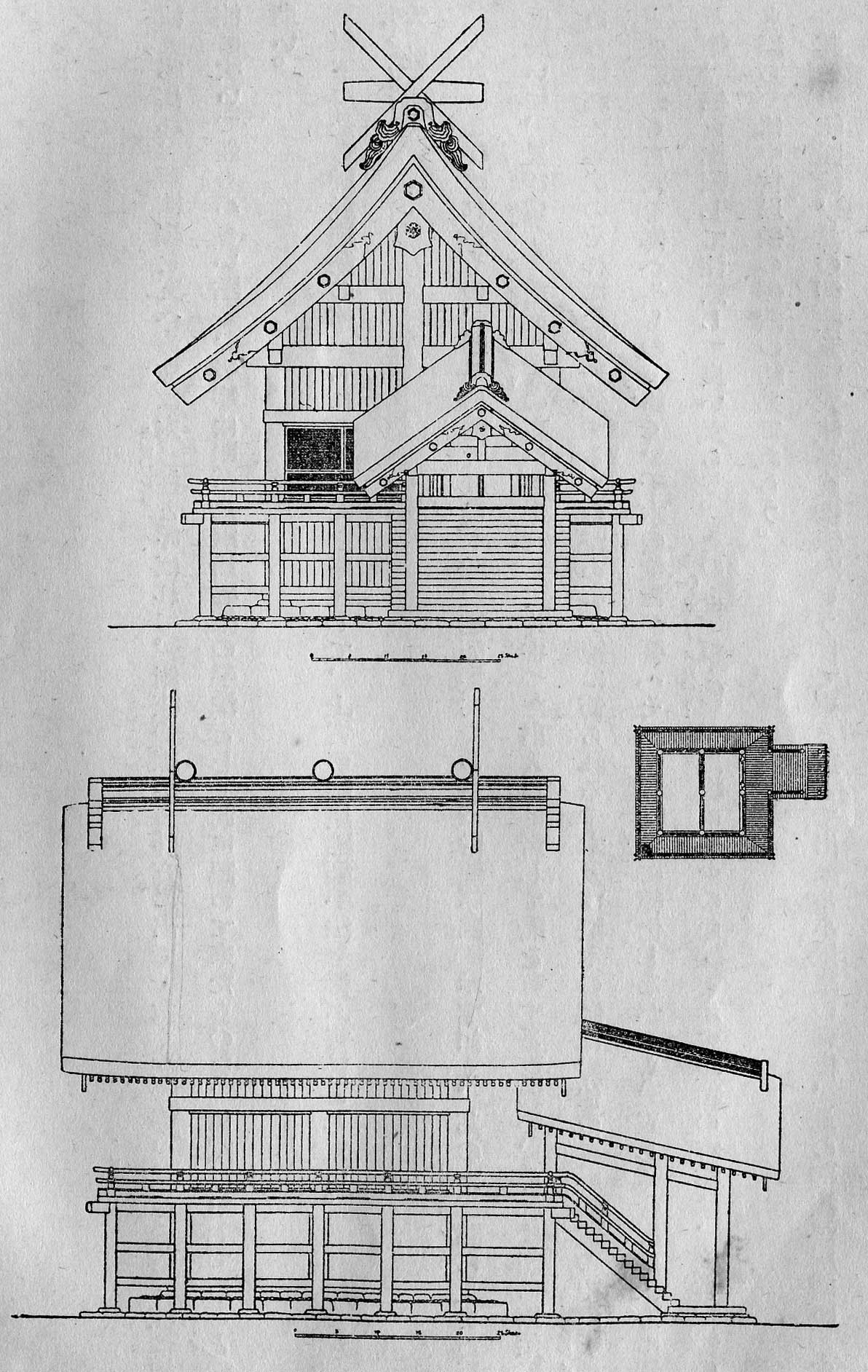
Taisa-zukuri, Izumo-taisa

## Kapcsolódó tartalom
- Sintó művészet
- Japán buddhista művészet
- Sintoista istenek listája
- Japán mitológia
- Kodzsiki
- Nihonsoki
- Japán vallásai
- Buddhizmus
- Sintó

## Fordítás
Ez a szócikk részben vagy egészben  a   Shinto shrine című angol Wikipédia-szócikk ezen változatának fordításán alapul.  Az eredeti cikk szerkesztőit annak laptörténete sorolja fel. Ez a jelzés csupán a megfogalmazás eredetét és a szerzői jogokat jelzi, nem szolgál a cikkben szereplő információk forrásmegjelöléseként.